# 요하네스 케플러
요하네스 케플러(독일어: Johannes Kepler,  독일어 발음: [joˈhanəs ˈkɛplɐ] ( 듣기), 1571년 12월 27일~1630년 11월 15일)는 독일의 수학자, 천문학자, 점성술사로, 17세기 천문학 혁명의 중심 인물이었다. 그는 자신의 이름이 붙은 행성운동법칙으로 유명하며, 후대의 천문학자들은 그의 저작 《신천문학》, 《우주의 조화》, 그리고 《코페르니쿠스 천문학 개요》를 바탕으로 그 법칙을 성문화하였다. 또한 이 저작들은 아이작 뉴턴이 만유인력의 법칙을 확립하는 데 기초를 제공하였다.
생애 동안 케플러는 오스트리아 그라츠 신학교의 수학 선생, 천문학자 튀코 브라헤의 조수, 루돌프 2세·마티아스·페르디난트 2세의 세 황제를 모신 신성 로마 제국의 제국 수학자, 오스트리아 린츠에서의 수학 선생, 발렌슈타인 장군의 점성술사라는 다양한 경력의 소유자였다. 또한 그는 광학 연구 분야의 초석을 닦았으며, 굴절 망원경을 개조하여 성능을 향상시켰으며(케플러식 망원경), 동시대의 인물인 갈릴레오 갈릴레이의 망원경을 이용한 발견이 공식적으로 인정되는 데 공헌하였다.
케플러가 살던 시대에는 천문학과 점성술의 경계가 분명하지 않았으나, 천문학(자유 인문의 범위 내에 있는 수학의 한 가지)과 물리학(자연 철학의 한 가지) 사이에는 확고한 경계가 있었다. 그는 신이 ‘이성의 자연적인 빛’을 통해 알 수 있는 지적 계획에 따라 세상을 창조했다는 신념에 차 있었으며, 이러한 종교적 신념에 의거하여 자신의 저술 속에 종교적 논쟁과 과학적 추론을 융합시켰다. 케플러는 천문학을 보편적 수리물리학의 한 갈래로 인식함으로써 고대의 물리학적 우주론의 전통을 바꾸었고, 자신의 새로운 천문학을 이른바 "천체 물리학", "아리스토텔레스의 《형이상학》으로의 여행", "아리스토텔레스의 《천체에 관하여》의 보충"이라고 묘사했다.

## 어린 시절

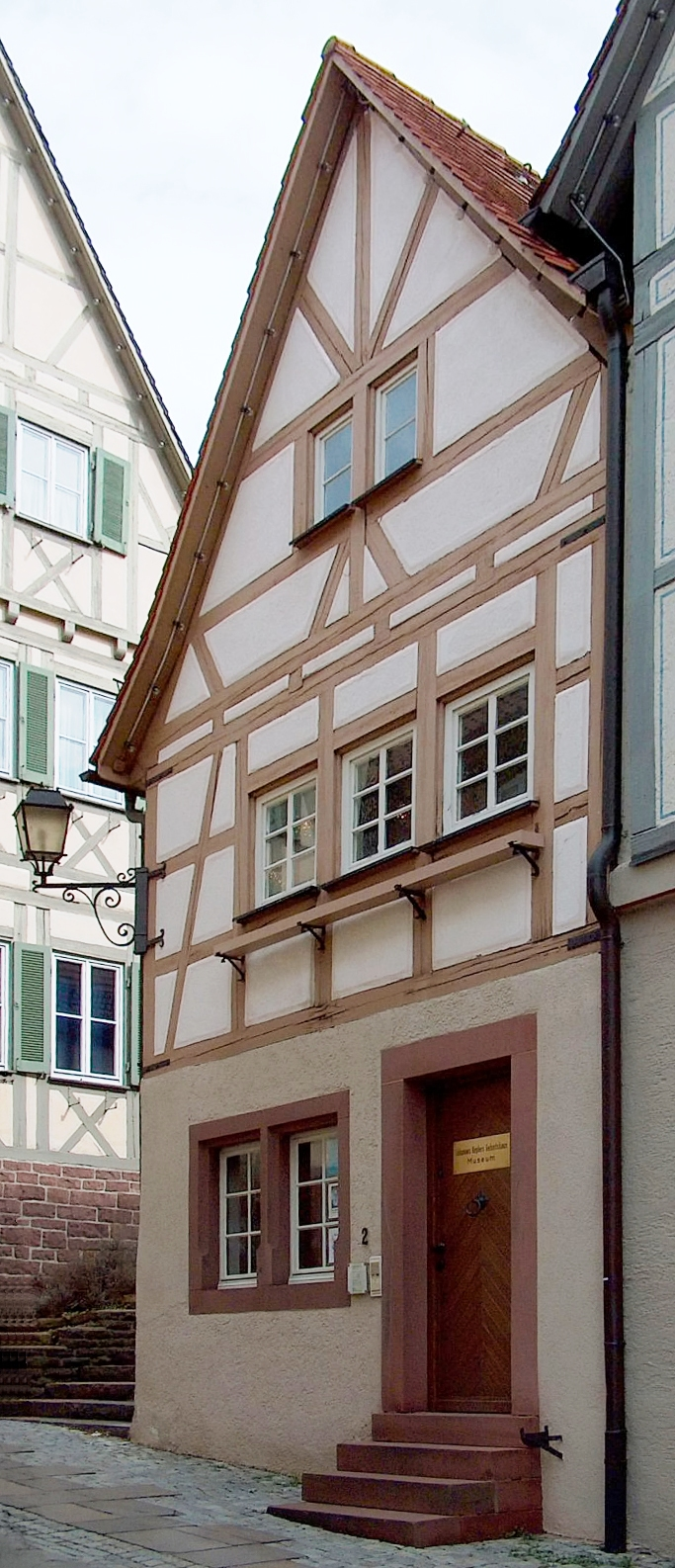
바일데어슈타트의 케플러 생가.

케플러는 1571년 12월 27일, 바일데어슈타트의 제국자유도시(현재 바덴뷔르템베르크주 슈투트가르트에 속하고 슈튜트가르트 중심부에서 30km 서쪽으로 떨어져 있는 동네)에서 칠삭둥이 미숙아로 태어났다. 케플러 본인이 어른이 되고 나서 계산한 바에 따르면 부모가 결혼한 다음 날 오전 4시 47분에 자신이 잉태되었다고 한다. 할아버지 제발트는 그곳 읍의 장이었지만 케플러가 태어날 즈음에는 가세가 기울기 시작했다. 아버지 하인리히는 보수가 불확실한 용병 일로 돈을 벌었고 케플러가 다섯 살 때 집을 나가버렸는데 80년 전쟁 당시 네덜란드 전선에서 사망한 것으로 추정된다. 여관집 딸이었던 어머니 카탈리나 굴덴만은 치료사이자 약재상이었는데 이것 때문에 나중에 마녀로 몰리게 된다. 이르게 태어난 케플러는 병약하지만 영리한 아이였고 외할아버지의 여관에 묵는 사람들을 굉장한 수학적 재능으로 놀라게 하곤 했다.

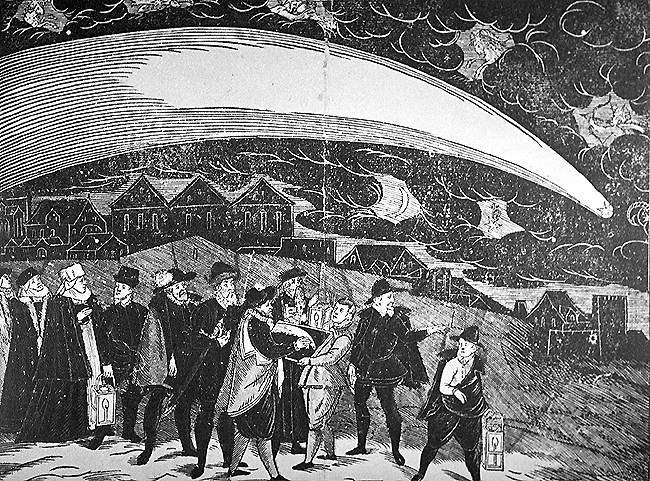
케플러가 여섯 살 때 목격한 1577년 대혜성.

케플러는 여섯 살 때 1577년 대혜성을 목격했으며 후에 그 일을 《여섯 살에 있었던 일을 회상하며》에서 "나는 1577년의 혜성에 대해 많이 들었고 어머니께서는 그것을 보기 위해 나를 데리고 높은 장소로 올라가셨다"라고 회고했다. 10살 때 그는 또다른 천문학 현상인 1580년 월식을 관찰하였고 후에 월식을 보기 위해 “밖으로 불려가서” 달이 “약간 붉은 색이 된 것”을 보았다고 회고했다.
케플러는 어려서부터 천문학을 알게 되었고 평생에 걸쳐 천문학에 사랑을 쏟았다. 그러나 유년 시절에 천연두를 앓은 바람에 병약한 신체와 불구의 손을 가지게 되었고 시력도 악화되어 관측 능력에 결함이 생겼다. 케플러는 뷔르템베르크의 지방 귀족들이 레온베르크에 세운 영재학교에 들어갔다. 케플러는 성적이 우수한 학생이었지만 부모에게 물려받은 고약한 성격 탓에 친구가 없었다. 훗날 케플러의 자서전에서 이 시절을 묘사한 대목은 끝도 없이 “누군가와 싸웠다, 누군가가 자신을 미워했다”는 내용들로 가득 차 있다. 케플러는 어려서부터 잔병치레가 잦았고 심기증 환자기도 했다.
1589년, 초등 학교, 라틴어 중등 학교, 뷔르템베르크의 국영 개신교 신학교를 거친 뒤 케플러는 튀빙겐 대학교에 신학 학생으로 들어가 비투스 뮐러 밑에서 철학을 공부했다. 교과 과정 중에는 수학과 천문학도 있었다. 그는 자신이 굉장한 실력의 수학도임을 증명했고 능숙한 점성술사라는 평판을 들었으며 동년배 학생들에게 별점을 쳐주곤 했다. 대학의 수학 교수였던 미하엘 매스틀린의 지도를 받으며 케플러는 행성운동에 관하여 개신교에서 의무적으로 가르쳐야 하는 프톨레마이오스설과 일부 제자들에게만 개인적으로 가르쳤던 코페르니쿠스설 양쪽을 모두 배웠다. 그는 이 시점부터 코페르니쿠스주의자가 되었다. 학생들 간에 토론이 벌어지면 케플러는 이론적인 관점과 신학적인 관점 모두에서 지동설을 옹호했고 태양이 우주를 움직이는 주요한 원천이라고 주장했다. 목사가 되겠다는 바람에도 불구하고 학업의 막바지에 이르러 케플러는 오스트리아 그라츠의 개신교 학교(그라츠 대학의 전신)의 수학과 천문학 교사 자리로 천거되었다. 그는 1594년 4월 나이 23세 때 그 자리를 받아들였다. 하지만 케플러는 훌륭한 학자이긴 했어도 훌륭한 교육자는 되지 못했다. 목소리는 웅얼거렸고 빈번히 강의 주제를 벗어나 옆길로 빠졌으며 그라츠에서의 두 번째 해에는 수강생이 한 명도 없었을 정도로 지루한 강의였다고 한다.

## 그라츠 (1594년~1600년)

### 《우주구조의 신비》

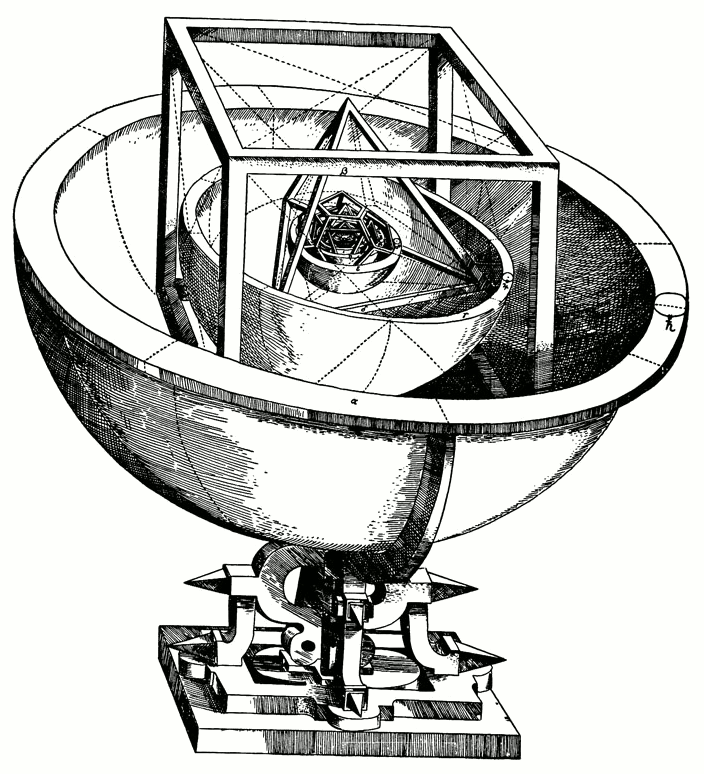
《우주구조의 신비》에서 묘사된, 케플러의 플라톤의 다면체 구조 태양계 모형.

케플러의 첫 주요 천문학 연구 《우주구조의 신비》(라틴어: Mysterium Cosmographicum)는 코페르니쿠스 설을 옹호한 최초의 출판물이다. 케플러는 그라츠에서 선생을 하고 있을 때인 1595년 7월 19일에 토성과 목성의 궁도대에서의 주기적인 합을 증명해 냈다고 주장했다. 그는 정다각형들이 서로 안에 갇혀 우주의 기하학적 기반이라고 생각한 확실한 비율로 원에 내접하고 외접한다고 생각했다. 천문 관측 결과와 들어맞는 다각형들의 배열을 찾는 데 실패하자, 케플러는 입체 다면체로 실험을 시작했다. 케플러는 다섯 개의 플라톤의 다면체들이 구형의 천구에 각각 내접하고 외접하는 것을 발견했다. 이 입체들은 각각 다른 입체의 안에 있는 구 안에 있음으로, 당시까지 알려져 있던 여섯 개의 행성들―수성, 금성, 지구, 화성, 목성, 그리고 토성에 상응되는 6개의 포개진 겹을 형성하는데, 이 입방체들은 안에서 밖으로 순서대로 정팔면체, 정이십면체, 정십이면체, 정사면체, 정육면체이다. 케플러가 이렇게 정다면체와 행성을 연결해서 추측한 배경에는 정다면체의 종류도 유한하다는 사실이 작용한 것으로 보인다. 케플러는 행성이 여섯 개 뿐(적어도 케플러가 살던 시대에는)인 까닭이 정다면체가 다섯 개 뿐이기 때문이라고 결론내렸고, 정다면체에서 행성의 구들을 유지하는 투명 구조물을 찾아냈다고 확신했다. 케플러는 이 이론을 ‘코스모스의 신비’라고 불렀다. 그는 정다면체와 행성 간 거리의 관계가 ‘신의 손’을 의미한다고 굳게 믿었다.

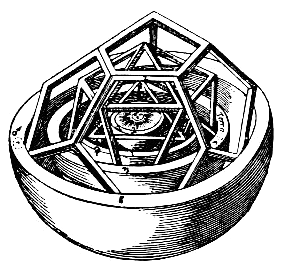
케플러의 모형의 안쪽을 확대한 것.

제목에 나타냈듯이, 케플러는 자신이 우주에 대한 신의 기하학적인 계획상을 알아냈다고 생각했다. 코페르니쿠스 체계에 대한 케플러의 믿음의 대부분은 우주 자체가 신의 이미지이며 태양이 성부, 항성 천구가 성자, 그 사이의 우주 공간이 성령이라는, 케플러의 물리적인 것과 영적인 것 사이의 관계에 대한 신학적 신념에서 비롯된 것이었다. 《우주구조의 신비》의 첫 번째 원고는 지동설을 천동설에 유리한 것으로 보이는 성경의 구절들과 조화시키는 데 광범위한 장(章)을 할애했다.
스승 미하엘 매스틀린의 도움으로, 케플러는 성경 주해를 제거하고, 케플러 자신의 새로운 아이디어를 포함한 코페르니쿠스 체계에 대한 좀 더 간단하고, 좀 더 이해하기 쉬운 묘사를 추가한 원고 출판에 대한 튀빙겐 대학교 이사회의 허가를 받을 수 있었다. 《우주구조의 신비》는 1596년에 출판되었고, 케플러는 1597년에 그 사본을 저명한 천문학자들과 후원자들에게 보내기 시작했다. 책이 널리 읽혀지지는 않았지만, 이로써 케플러는 고도로 숙련된 천문학자로서의 명성을 확립하게 된다. 또한 후원을 받기 위해 그라츠에서 자신의 직위를 관리하는 사람들은 물론, 강력한 후원자들을 향해 감정이 넘쳐 흐르는 헌정사를 쓰기도 했다.
이후 나중의 연구에서 세부적인 내용들을 수정할 작정이었지만, 케플러는 《우주구조의 신비》의 플라톤 다면체 우주론을 포기하지 않았다. 그 후 케플러의 주요한 천문학 연구들은 보다 정밀한 내, 외부의 구의 크기를 알아내기 위해 행성 궤도의 이심률을 계산하는 등, 오직 이 이론을 발전시키는 것에만 의미를 두었다. 케플러는 《우주구조의 신비》의 초판 출간 이후 25년 동안 주석을 달아, 1621년에 확장된 두 번째 판을 출판했는데, 첫 번째 판의 한배 반 정도의 길이였다.
케플러는 뷔르템베르크 공작에게 이 우주론의 모형을 제작하기 위한 재정 지원을 요청하는 연구 제안서를 제출했다. 케플러는 은과 보석으로 모형을 만들어, 다른 사람들도 거룩한 기하학의 아름다움을 볼 수 있게 하고 여차하면 공작의 잔으로도 쓸 수 있게 하겠다고 덧붙였다. 그러나 제안서는 값싸게 종이로 먼저 만들어 보라는 충고와 함께 퇴짜를 맞았다.

### 바바라 뮐러와의 결혼

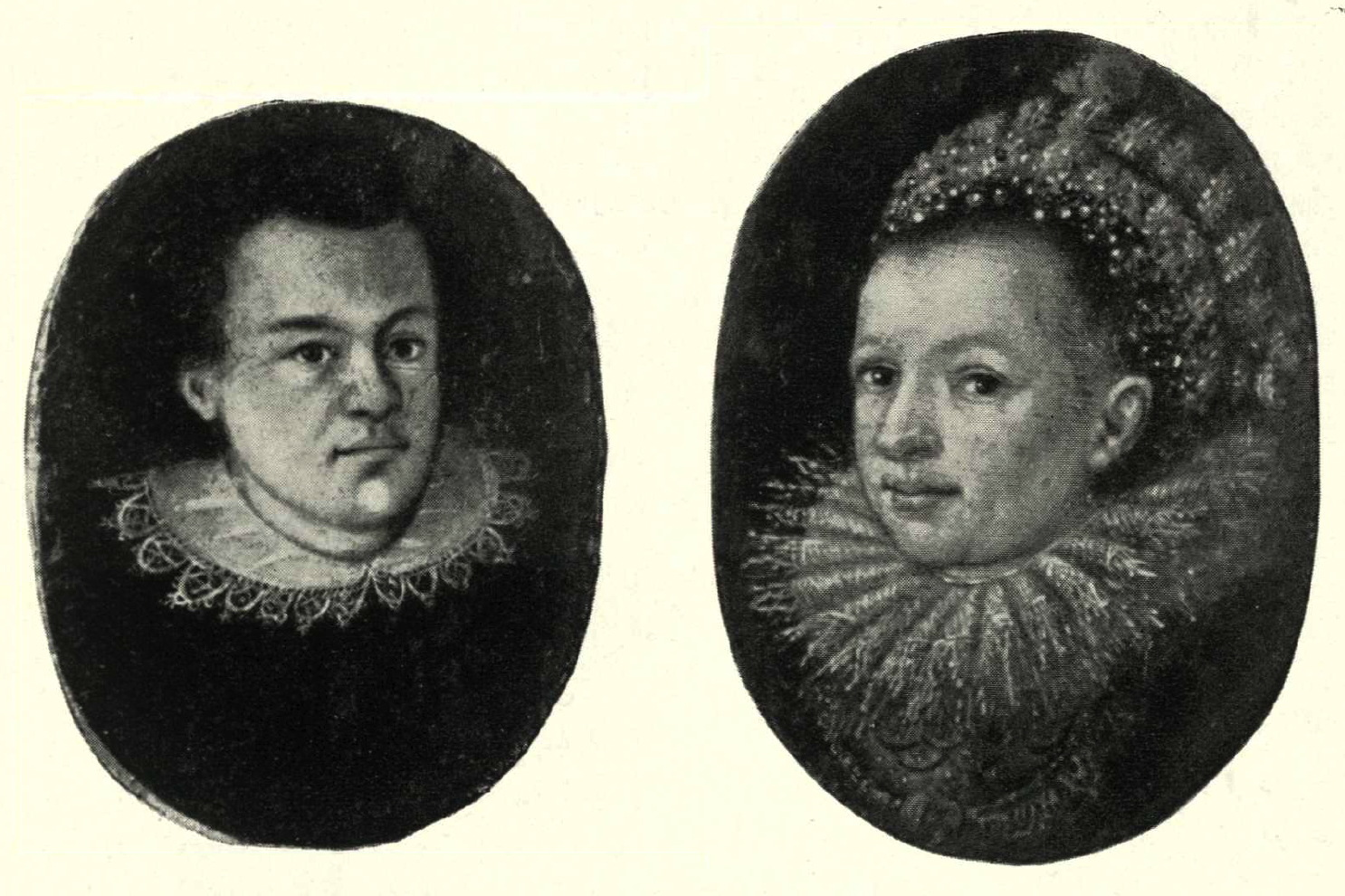
메달 안에 그려진 케플러 부부의 초상화.

1595년 12월, 케플러는 23살의 딸 딸린 과부 바바라 뮐러를 소개받고 연애하기 시작했다. 뮐러는 전남편의 재산들을 상속받게 되어 있었고, 경제적으로 유복한 방앗간 주인의 딸이었다. 그녀의 아버지 욥스트는 케플러의 신분에도 불구하고 처음부터 결혼을 반대했다. 케플러는 할아버지의 신분을 물려받긴 했지만 그의 가난은 신분과 어울리지 않았다. 욥스트는 케플러가 《우주구조의 신비》작업을 마치고 나자 마음이 누그러졌으나 케플러가 책 출판의 세세한 일에 신경을 쓰는 동안 약혼은 거의 파기 직전까지 갔다. 그러나 약혼이 성사되도록 도왔던 교회 사람들이 뮐러에게 약속을 지키라고 압력을 넣었고 뮐러와 케플러는 1597년 4월 27일 결혼했다.
결혼 후 얼마 지나지 않아 케플러는 두 아이(하인리히와 수잔나)를 얻었으나 둘 다 어렸을 때 죽고 말았다. 1602년 그들은 딸 수잔나를 낳았고 1604년 아들 프리드리히를, 1607년 아들 루트비히를 낳았다.

### 《우주구조의 신비》의 발송

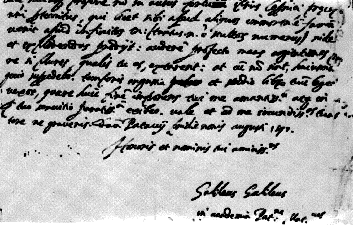
갈릴레오가 케플러에게 보낸 편지. 1597년 8월 4일에 쓰여졌다.

《우주구조의 신비》의 출판과 그라츠 학교 장학사들의 찬성에 따라 케플러는 연구를 연장 및 부연하려는 야심찬 계획을 세웠다. 그는 4개의 책을 더 쓰려고 했다. 그 중 하나는 고정된 우주의 외관(태양과 붙박이별들)에 대한 것이었고, 다른 하나는 행성과 그 운동에 대한 것, 다른 것은 행성의 물리적 특성과 지리적 특징(특히 지구에 초점을 맞추어)의 구성에 대한 것이었으며, 마지막은 하늘(천국)이 지구에 미치는 대기광학적·기상학적·점성술적인 영향에 대한 것이었다.
또한 그는 많은 천문학자들에게 《우주구조의 신비》를 보내 의견을 구했다. 마구잡이로 여러 곳으로 발송한 책들 중 두 권이 어찌어찌해서 이름 없는 수학 선생의 손에 들어갔다. 그 선생은 케플러에게 "나도 코페르니쿠스를 지지하지만, 물리적인 증거가 없기 때문에 아직 논리의 타당성을 증명할 수 없다."라는 답장을 보냈는데, 이 사람이 바로 갈릴레오 갈릴레이였다. 책을 받은 과학자들 중에는 루돌프 2세의 제국 수학자이자 튀코 브라헤의 숙적인 라이마루스 우르소도 있었다.

### 신우주설 제창자 논쟁
1598년, 오래간만에 편지를 보낸 매스틀린 선생은 우르소의 책은 무가치한 표절품이라고 충고했는데도 우르소와 엮이고 말았다고 케플러를 심하게 꾸짖었다. 우르소는 당시 튀코 체계를 누가 제창했느냐의 문제로 튀코와 싸우고 있었다. 우르소는 튀코와의 싸움에서 케플러를 인질 삼을 흑심을 품고 있었다. 케플러는 멋도 모르고 우르소에게 “가설이 마음에 듭니다”라는 편지를 보냈고, 우르소는 튀코와의 논쟁에서 자신의 우선권을 추구하기 위해서 자기 저서 《천문학적 가설에 대하여》에서 케플러의 알랑거리는 편지들을 재출판하였다. 이 책에서 우르소는 튀코를 근거없이 비난했고, 참다못한 튀코는 우르소의 책을 마구 찾아내 불태워버렸다. 그런 사정을 몰랐던 케플러는 순진하게 튀코에게 자신의 책을 보냈다. 튀코는 ‘남을 중상모략하는 범죄나 다름없는 책’에 자신의 편지가 이용당한 사실을 케플러가 알 리가 없다고 생각했다. 튀코는 튀코대로 우르소에 대한 소송에 케플러의 언질을 이용할 계획이었다. 이러한 오점에도 불구하고, 튀코 또한 케플러의 이론에 대해 다소 신랄하지만 이치에 맞는 비판을 시작으로 케플러와 서신을 왕래하기 시작했다. 반대자들 중 한 명으로서 튀코는 케플러가 코페르니쿠스의 부정확한 수치 자료를 가져다 쓴 것에 대해 문제를 제기했다. 이 편지들을 통해, 튀코와 케플러는 월면 현상에 대한 이야기 및 코페르니쿠스설과 그 신학적 생존 가능성 등 광범위한 천문학 문제들을 토론했다. 그러나 튀코의 데이터보다 정확한 자료가 없었기에 케플러는 이 많은 쟁점들을 제대로 다뤄 볼 방법이 없었다.
대신, 케플러는 연대학과 〈조화〉, 즉 음악과 수학과 물리학계의 수비학적 관계와 점성학적 중요성으로 관심을 돌렸다. 그는 지구가 영혼(후에 태양이 어떻게 행성운동의 원인이 되는지 설명하려고 했을 때 케플러가 사용한 도구)을 가지고 있다고 가정하여, 점성술적 에스펙트와 천문학적 거리를 날씨와 다른 지구의 현상들에 결합한 이론을 만들어냈다. 그러나 1599년, 사용 가능한 자료들의 부정확함 때문에 케플러는 또다시 자기 연구의 한계를 느끼게 된다. 관측 결과와 자기 이론이 맞지 않자 가설의 거창함에 빠져 있던 케플러가 내린 결론은 코페르니쿠스의 관측값이 틀렸다는 것이었다. 케플러는 누구보다 정확한 관측 자료를 자랑하던 튀코를 만날 필요성을 절감했다.
마침 같은 시기 주변 환경이 종교적으로 불안해진 것도 그라츠에서 케플러가 계속 일하는 것을 위협하는 이유가 되었다. 그라츠를 지배하던 대공은 가톨릭을 교조적으로 신봉하는 사람이었는데, 이 때문에 개신교도들은 권력 밖으로 밀려났다. 가톨릭을 믿지 않으면 수입의 1할을 벌금으로 내거나 추방당해야 했다. 그 해 12월, 튀코가 케플러를 프라하로 초대했다. 1600년 1월 1일(초대장을 받기도 전에), 케플러는 튀코의 후원이 있다면 이 철학적인 문제뿐만 아니라, 케플러 자신의 사회적·경제적인 문제들도 해결될 것이라는 희망에 부풀어 프라하로 출발했다.

## 프라하 (1600년~1612년)

### 튀코 브라헤와의 연구

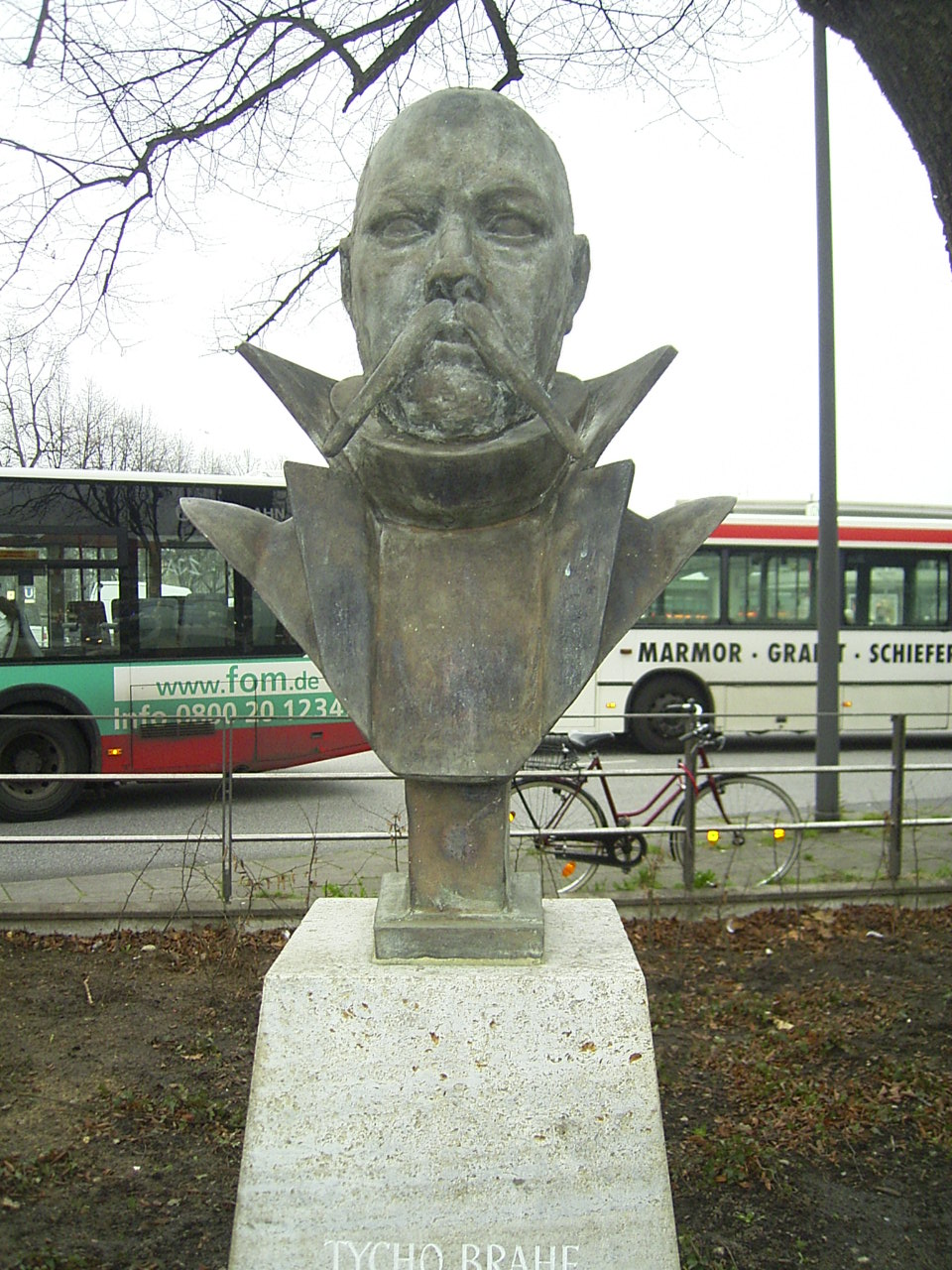
튀코 브라헤의 흉상

이 즈음 튀코는 우르소와의 추한 싸움에서 승리하고 신성 로마 제국의 제국 수학자가 되어 있었다. “우르소는 불명예인으로 낙인찍히고 참수될 것이다”라는 판결이 나왔고 우르소는 프라하에서 도망쳤다. 하지만 1600년 10월 16일 이미 건강이 악화되어 있던 우르소는 처벌을 받기도 전에 죽고 말았다. 1600년 4월 4일 케플러는 튀코의 새 관측소가 세워지던, 프라하에서 50km 정도 떨어진 베나트키나트이제로우에서 튀코 브라헤와 그의 조수 프란츠 텡나겔과 롱고몬타누스를 만났다. 케플러는 두 달 이상 손님으로 머물렀고 튀코의 화성 관측 일부를 분석했다. 튀코는 자신의 자료를 철저히 극비에 부쳤지만 케플러의 이론 지식에 감동을 받아 곧 자료 입수를 허락했다. 케플러는 자기 저서 《우주구조의 신비》의 이론을 튀코의 화성 관측 자료에 기반하여 증명하려 했으나 집에서 작업하기 위한 자료 복사본을 가져가는 허락을 받지 못했기 때문에 이 작업에는 이후 2년의 시간이 걸린다. 요하네스 예세니우스의 도움으로 케플러는 정규직을 얻기 위해 튀코와 협상을 시도했으나 협상은 격한 싸움 끝에 깨지고, 4월 6일 케플러는 프라하로 가버렸다. 케플러와 튀코는 곧 화해하고 마침내 봉급과 주거 생활에 대해 합의를 보았다. 6월, 케플러는 가족들을 데리러 그라츠의 집으로 돌아갔다.

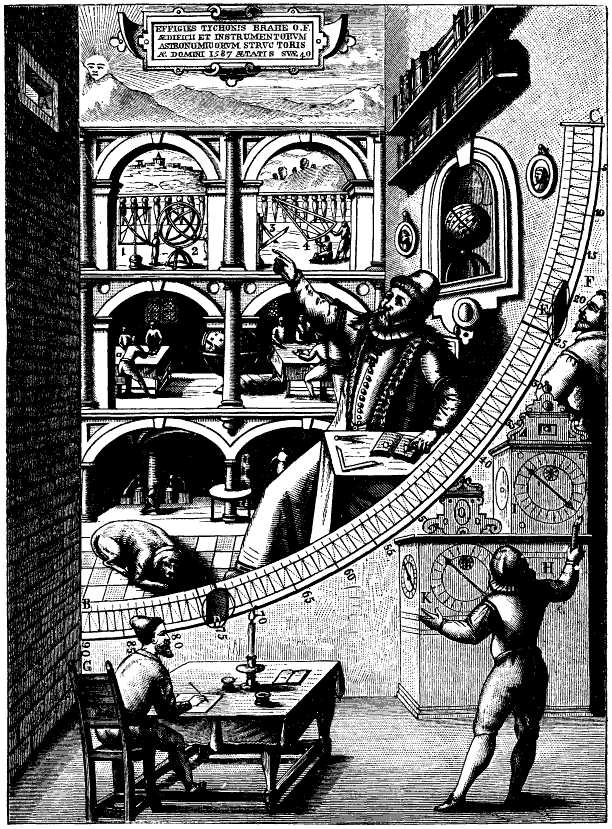
연구실의 튀코 브라헤.

케플러와 튀코는 가깝지만 호의적인 관계는 아니었는데 처음 만났을 때부터 튀코가 죽을 때까지 싸우고 화해하고를 밥 먹듯이 반복했다. 화려한 것을 좋아하는 튀코의 주변에는 늘 조수, 아첨꾼, 식객들로 북적거렸고 이들은 시골에서 온 촌뜨기 학자인 케플러를 놀려댔다. 튀코 역시 잠재적 경쟁자인 케플러에게 조금씩 볼 수 있도록 해줬을 뿐 쉽게 자료 전체를 넘겨주려고 하지 않았다. 오히려 튀코는 케플러가 우르소의 끄나풀이 아닐까 의심하는 눈치였다.
튀코에게 바로 돌아가겠다는 케플러에게 그라츠에서의 정치적, 종교적 어려움이 찬물을 끼얹었다. 천문학 연구를 계속하고 싶은 희망으로 케플러는 페르디난트 대공의 수학자로 임용되고자 하였다. 이를 위해 케플러는 달의 운동에 대한, 힘에 바탕한 이론을 제안한 소론(《지구 안에 달을 움직이게 하는 원동력이 있다》In Terra inest virtus, quae Lunam ciet)을 써서 페르디난트에게 헌정했다. 그러나 뜻밖에도 페르디난트 본인이 개신교도들의 추방에 앞장섰고, 케플러는 총 61명의 추방자들 중 15번째로 추방당했다. 페르디난트 아래에서 일하는 데에는 실패했으나, 이 소론은 월식을 측정하는 새로운 방법을 소개했다. 이 방법은 7월 10일 그라츠에서의 월식을 측정하는 데 사용되었다. 이러한 관측은 《비텔로를 보완한 천문학의 광학적 측면에 대한 해설》에서 완성한, 광학 법칙을 탐구하는 데에 기초를 형성했다.
1600년 8월 2일 로마 가톨릭으로 개종하기를 거부한 뒤 케플러 가족은 그라츠에서 추방당했다. 몇달 뒤 돌아온 케플러는 나머지 식구들을 데리고 프라하로 떠났다. 한편 튀코의 연구진에도 변화가 생겼다. 튀코의 그늘에서 벗어나고 싶었던 롱고몬타누스는 덴마크로 돌아갔고 요하네스 뮐러도 떠났으며 텡나겔은 튀코의 딸 엘리자베스와 결혼한 뒤 홀란트(네덜란드)로 가버렸다. 결국 남은 연구원은 튀코와 케플러뿐이었다.
1601년의 대부분 동안 케플러는 튀코의 직접 도움을 받았는데 그 대가로 튀코는 케플러에게 행성의 관측 결과를 분석하고 (이제는 고인이 된) 경쟁자 우르소에게 불리한 내용의 논문을 쓰는 일을 시켰다. 케플러는 스승 매스틀린에게 보낸 편지에서 “튀코는 좋은 사람이지만 유치하고 변덕스럽다”, “우르소를 반박하는 글을 쓰는 일 외에 아무것도 할 수 없다”라면서 불평을 늘어놓았다. 이 당시 케플러가 쓰던 《우르수스에 대한 튀코의 방어》는 튀코가 죽자 미완성인 채로 방치되었고 1858년에야 출판되었다. 9월 튀코는 에라스무스 라인홀드의 《프로이센 목록》을 대체하기 위해 황제에게 제출한 새로운 프로젝트 《루돌프 표》의 공동 작업자로 케플러를 임명했다.
1601년 10월 13일 케플러는 달과 토성, 화성을 관측하고 있었다. 같은 시각 튀코는 로젠버그 남작이 베푼 만찬에 놀러 가 포도주를 과음했는데 예의를 차리느라 화장실에 가지 않고 오랫동안 오줌을 참다가 방광염에 걸렸다. 하지만 음식과 음주를 자제하라는 충고를 듣지 않아 병이 악화되었고, 이내 정신을 잃고 발작적인 흥분 상태에 빠졌다. 튀코는 자신이 곧 죽을 것을 알고는 케플러를 불러 튀코 체계의 연구에 전념해 달라고 유언했다. 그리고 죽기 직전에 혼수상태에서 “이렇게 허무하게 죽다니, 날 살려 줘, 날 살려 주게.” “내 삶이 헛되지 않게 하소서. 내가 헛된 삶을 살았다고 하지 않게 하소서!”하는 독백을 되풀이하더니 결국 튀코는 1601년 10월 24일에 어이없게 사망하고 말았다. 이틀 뒤 케플러는 튀코가 완성하지 못한 작업을 완성하는 책임을 지고 튀코의 후임으로 제국 수학자에 임명되었고 튀코의 관측 자료가 없다고 완강하게 발뺌하는 튀코의 유족들에게 관측자료를 받아내는 일을 해야 했다. 한편 이듬해 돌아온 텡나겔은 튀코 유족들을 대표해 유족들의 몫을 요구했다. 그 결과 튀코의 자료들을 사용하기 위해 저작권을 협상하느라 작업물 두 가지의 출판이 4년 지체되었다. 케플러는 그 뒤 11년 동안 황실 수학자로서 일생 중 가장 생산적으로 지냈다.

### 신성 로마 제국의 루돌프 2세

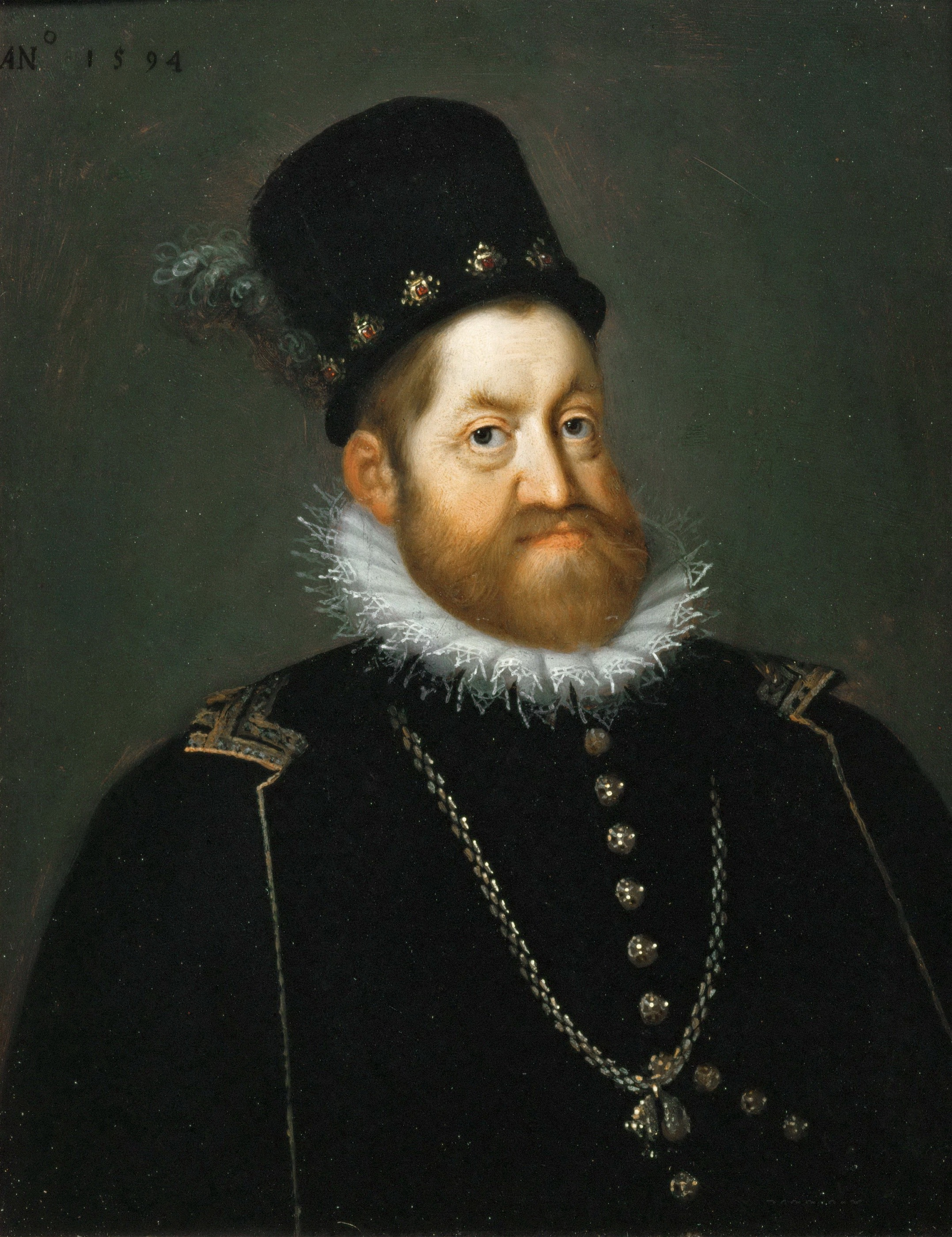
신성 로마 제국의 루돌프 2세.

궁정 수학자로서 케플러의 주요 업무는 루돌프 황제에게 별점을 쳐주는 일이었다. 케플러는 당대의 점성술사들이 정밀하게 미래를 예측하거나 구체적인 사건을 예언하려고 시도하는 것을 탐탁하게 여기지 않고 회의적으로 바라보았지만 튀빙겐에서 공부할 시절부터 동료들이나 가족, 후원자들에게 천궁도로 상세하게 점을 쳐주곤 했다. 또한 황제는 정치적으로 곤경에 처했을 때도 케플러의 별점을 구했다. 하지만 케플러의 충고들은 별보다는 상식에 기반한 것이었다. 루돌프는 자신의 황궁에 소속된 학자들(셀 수 없이 많은 연금술사들도 포함해서)의 연구에 상당히 흥미가 있었고 물론 케플러가 물리학, 천문학 연구를 지속하도록 도와 주었다.
프라하에서는 로마 가톨릭과 우트라퀴스트가 공식적으로 인정받는 종교였다. 하지만 황궁에서 일하던 케플러의 지위 덕분에 케플러의 루터교적 신념은 방해받지 않을 수 있었다. 황제는 케플러 가족에게 ‘명목상으로는’ 충분한 보수를 제공했지만 황실 금고가 한도를 넘게 어려워졌기 때문에 케플러는 재정적 의무를 위해 충분한 돈을 손에 넣으려면 계속해서 애를 써야 했다. 쉽게 말해 프라하 황궁에서 황제가 준다는 돈은 상징적인 숫자에 불과했으며 실제로 수령하기 전까지는 믿을 수가 없었다. 케플러는 튀코의 후임으로 임명되면서 루돌프 황제에게 2만 플로린의 하사금을 약속 받았지만 실제로는 한 푼도 받지 못했으며 연봉 500플로린을 받는 데도 어려움을 겪었다. 케플러의 임금은 3명의 황제(루돌프, 마티아스, 페르디난트)를 거치면서 이런 식으로 꾸준히 체불되어 페르디난트 2세 때는 밀린 봉급이 1만 2천 플로린에 달했다.
한편, 바바라와 함께한 가정 생활은 이러한 재정적 문제 때문에 그리 유쾌하지 못했다. 둘은 종종 싸우기도 하였고, 바바라의 발작적인 질병으로 고통을 겪었다. 바바라는 높은 계급 출신은 아니었지만 시골의 상류층 집안의 딸이었던 만큼 남편의 가난한 직업을 이해하지 못했을 뿐 아니라 경멸하기까지 했다. 케플러는 또 케플러 나름대로 “아내를 나무라기보다 내 손가락을 깨무는 편이 더 낫다.”는 말을 했다. 하지만 황궁 생활 덕분에 케플러는 요하네스 마태우스 바커 본 바켄펠스, 요스트 뷔르기, 데이비드 파브리시우스 등의 다른 저명한 학자들과 접촉할 수 있었고 천문학 연구도 빠르게 진행할 수 있었다.

### 《비텔로를 보완한 천문학의 광학적 측면에 대한 해설》

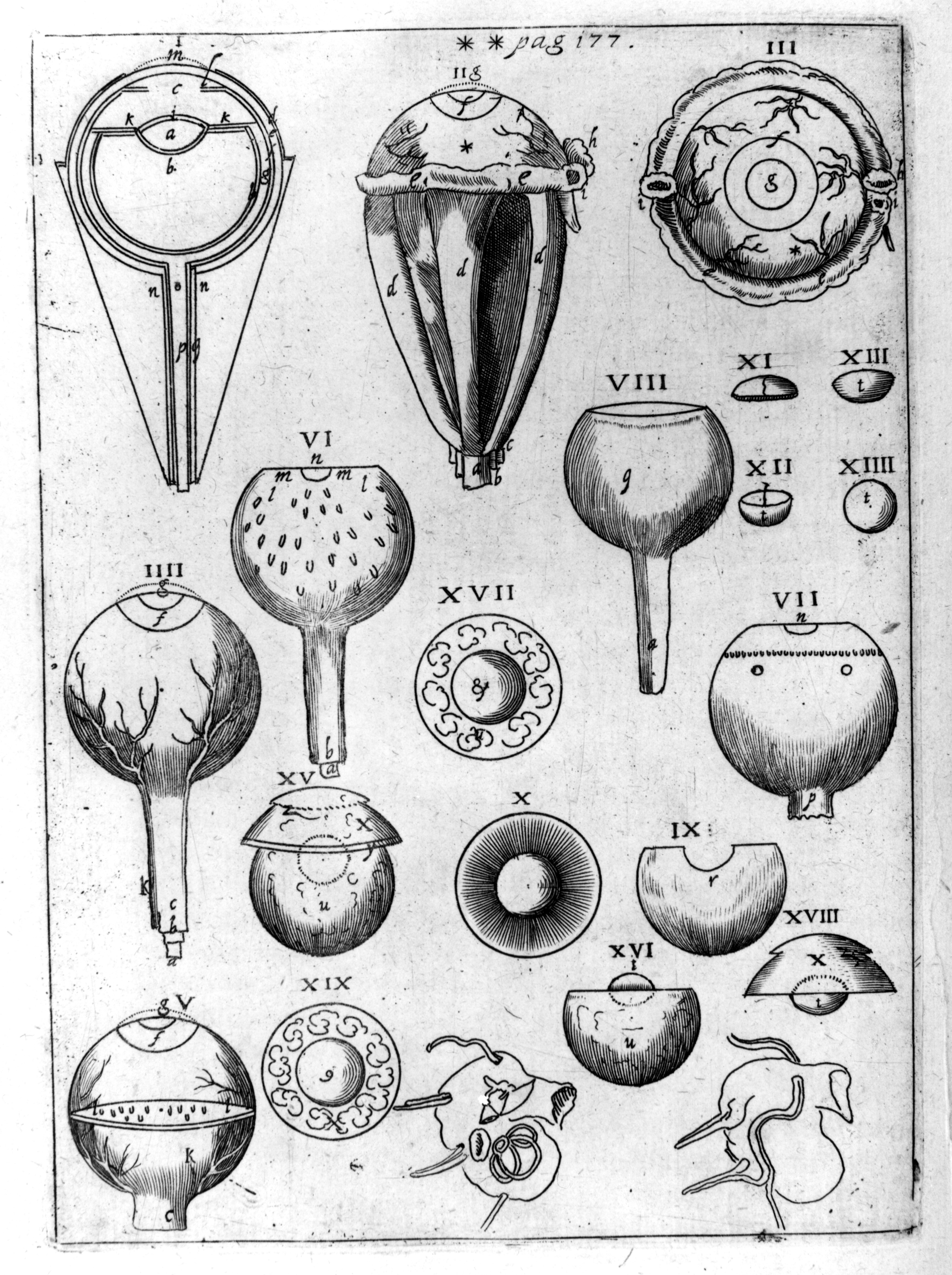
《비텔로를 보완한 천문학의 광학적 측면에 대한 해설》에 실린 눈의 구조에 대한 한쪽 삽화.

케플러는 튀코의 화성 관측 자료 분석을 계속하면서 《루돌프 표》 목록화를 천천히 시작했다. 한편, 그는 1600년에 펴낸 달에 대한 논문에서 광학 법칙 연구 결과를 소개하였다. 그 당시 월식과 일식은 예상치 못한 그림자의 크기, 개기 월식때 붉게 물드는 달, 개기 일식 때 태양을 둘러싼 이상한 빛 등 정체불명의 현상으로 생각되었다. 대기 굴절과 관련된 이슈들은 〈모든〉 천문학적 관찰에 응용되었다. 케플러는 1603년 대부분의 시간을 광학적 이론에 쏟았으며, 이 때문에 다른 연구들을 잠시 멈추었다. 연구 결과 나온 원고는 1604년 1월 1일에 황제에게 헌정되었고, 그 이름은 《비텔로를 보완한 천문학의 광학적 측면에 대한 해설》(라틴어: Ad Vitellionem Paralipomena, Quibus Astronomiae Pars Optica Traditur)이다. 이 책에서 케플러는 빛의 밝기를 좌우하는 역제곱 법칙, 평면 거울과 곡면 거울에서의 반사 현상, 바늘구멍 사진기의 원리, 그리고 시차나 육안상의 천체의 크기 같은 광학의 천문학적 의미를 설명했다. 또한 케플러는 자신의 광학 연구를 인간의 눈에까지 연장했고, 망막 위의 수정체 때문에 이미지들이 상하좌우 반전되어 투영된다는 것을 인지한 최초의 신경과학자로 평가받고 있다. 케플러는 이미지가 반전된다는 사실을 광학의 범주로 생각하지 않았기 때문에 이 딜레마의 해결책을 딱히 중요하게 여기지 않았다. 다만 영혼의 어떤 작용으로 인해 이미지가 뇌 속에 들어가서 바로잡혀진다고 생각했다. 본래 케플러는 이것을 몇주동안 써서 간단한 논문으로 내려고 했다. 하지만 한 가지 일에 집중하지 못하는 습관 때문에 450페이지에 이르는 대작이 되고 말았다 《비텔로를 보완한 천문학의 광학적 측면에 대한 해설》은 굴절의 법칙에 대해서는 부족함이 있었지만 현대 광학의 기초로 평가받고 있다.

### 1604년 초신성

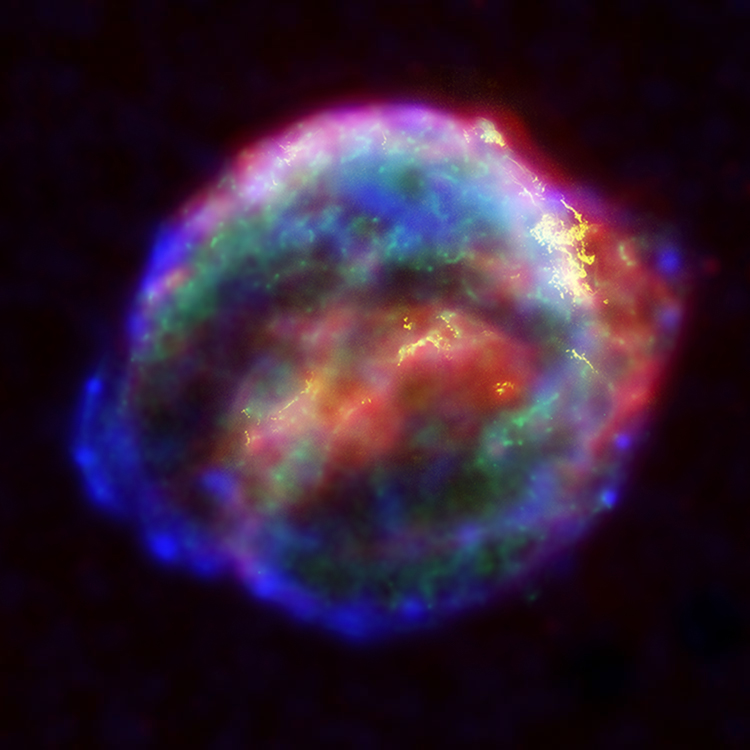
SN 1604의 초신성 잔해

1604년 10월, 새로운 밝은 항성(SN 1604)이 나타났지만 케플러는 자기 눈으로 확인할 때까지 그 소식을 믿지 않았다. 케플러는 그 항성을 체계적으로 관측하기 시작했다. 그 초신성은 밤 하늘에서 가장 밝은 금성보다 약간 덜 밝았으며, 일 년 이상이나 관측되었다. 점성술적으로, 1603년은 수상궁의 시작 및 약 800년 주기의 대회합(목성과 토성의 합) 기간의 시작으로 지정된 해였다. 점성가들은 앞에서 말한 두 기간을 샤를마뉴의 등장(약 800년 전), 예수 그리스도의 탄생(약 1600년 전)과 관련시켰고, 이로부터 새로운 황제가 등장한다는 식의 역사적 사건이 발생하리라고 추측했다. 케플러가 2년 뒤에 이 새로운 항성을 자기 저서 《뱀주인자리의 발 부분에 있는 신성》에서 기술한 것은, 황제를 위한 황실 수학자이자 점성술사로서 이러한 정황을 따른 것이었다. 그러나 케플러 본인은 당시 널리 퍼져 있던 점성술적인 역사적 순환 해석에 대해 회의적이었고, 대신 항성의 천문학적 특성에 초점을 맞추었다. 그는 이 논문에 항성의 밝기가 점차 어두워지는 것, 항성의 기원에 대한 추측, 시차를 잴 수 없었다는 점이 이 천체가 항성이라는 사실을 증명한다는 것, 더 나아가 하늘(천국)은 영원불변한다는(아리스토텔레스 때부터 이어져 온 천구가 완벽하고 불변하다는 생각) 교리에 대한 의심 등을 기록했다. 새로운 항성의 탄생은 곧 하늘(천국)이 변화하는 존재임을 암시하는 것이었다.

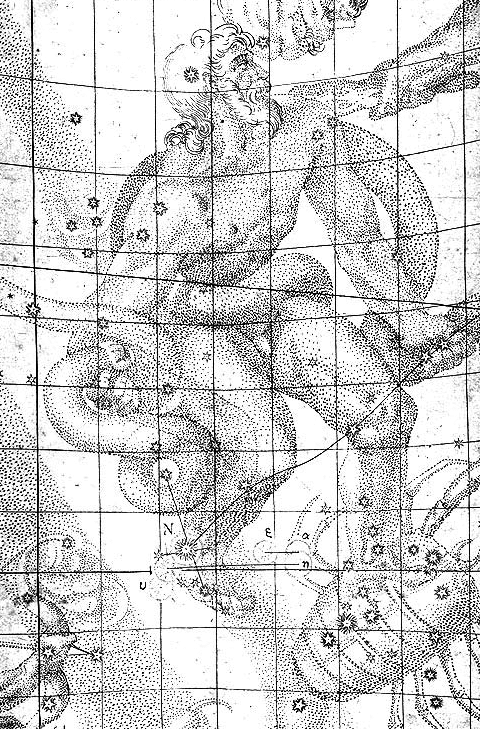
뱀주인자리의 발치에 N자로 표시된 '새로운 별'(stella nova)의 위치 (왼쪽부터 4째칸, 위쪽부터 8째줄).

### 《신천문학》―타원궤도의 법칙, 면적속도 일정의 법칙
두 행성운동법칙이 포함된 《신천문학》(라틴어: Astronomia nova)에서 절정에 달한 심화된 연구는, 튀코의 지도하에 화성의 궤도에 관한 분석적 검토로 시작되었다. 코페르니쿠스가 자기 이론에서 무시했던 수학적 요소인 상응점을 이용하여, 케플러는 화성 궤도의 여러 근사치를 계산하고 계산하고 또 계산하여 마침내 튀코의 관측 결과와 2분(평균적인 측정 오류) 범위 내에서 거의 일치하는 모형을 만들어 냈다. 그러나 그는 이 부정확한 결과물이 마음에 들지 않았다. 모형이 특정 지점에서는 관측 결과와 8분이나 차이가 났기 때문이다. 케플러는 전통적인 수학적 천문학 방법의 광범한 배열을 따랐다가 실패하자 관측 결과에 타원 궤도를 대입하는 데 착수했다.

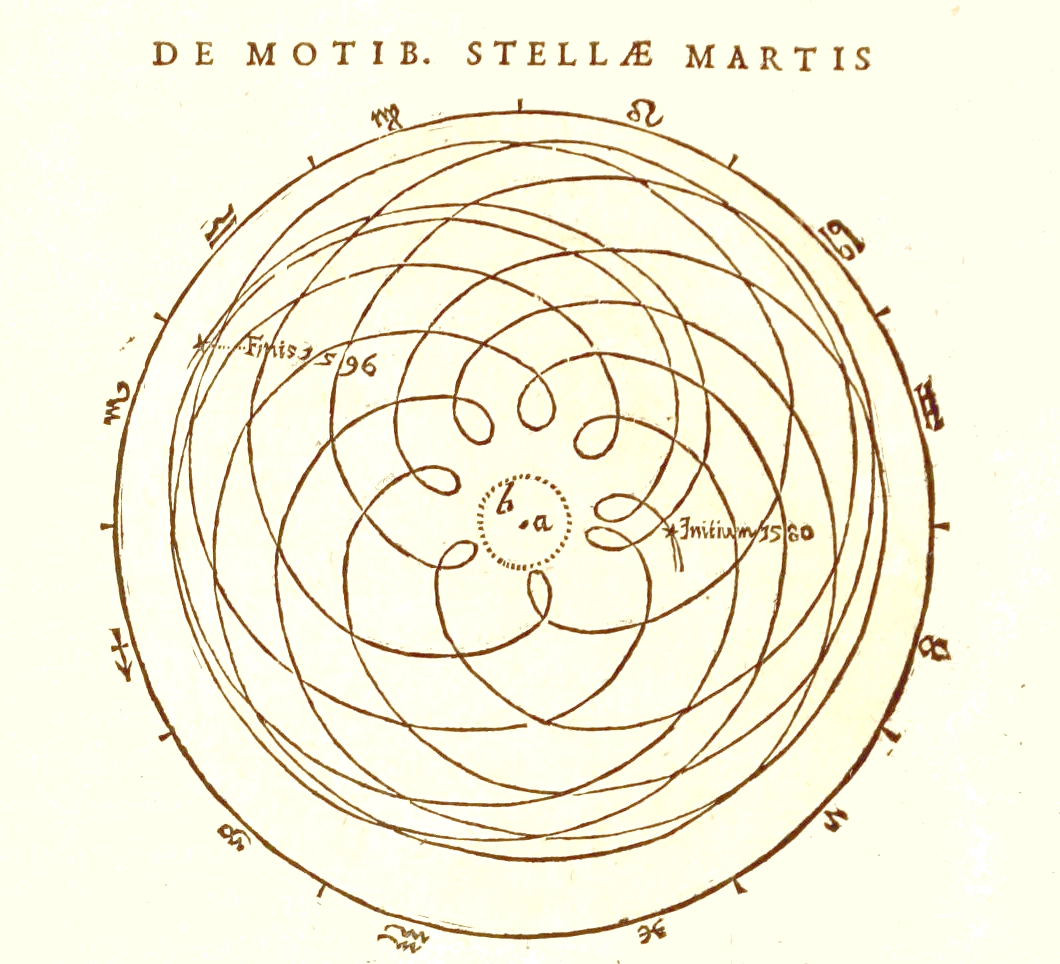
지구중심설에 바탕한 화성의 겉보기 역행 운동 궤도 그림. 《신천문학》 1장, 1611년.

케플러는 우주를 종교적인 관점으로, 태양이 하나님 아버지의 상징이며 태양계 기동력의 원천이라고 생각했다. 실제로 케플러는 《자석에 관해서》(1600년)에 나온 지구의 자기적에 대한 윌리엄 길버트의 이론과 광학에 유추하여 자신의 연구를 이끌어 냈다. 케플러는 행성이 태양에 가깝고 멀리 갈수록 운동이 빨라지고 느려지기 때문에 움직이는 힘(또는 움직이는 생명) 이 태양에 의해 퍼져나가며, 멀어질수록 약화된다고 생각했다. 이 가정은 천문학적 체계를 부활시킬 수학적 관계를 담고 있었던 것으로 보인다. 그는 원일점과 지구와 화성의 근일점 측정에 바탕하여 행성의 운동 비율은 태양까지의 거리에 반비례한다는 법칙을 알아냈다. 궤도 주기를 통해 이 관계를 입증했지만, 이는 대규모의 계산을 필요로 했다. 이 작업을 단순화하기 위해 1602년 말에 케플러는 기하학적 관점에서 계산을 다음과 같이 재공식화했다. “행성과 태양을 연결하는 가상적인 선분이 같은 시간 동안 쓸고 지나가는 면적은 행성과 태양 사이 거리에 관계없이 항상 같다.” 이것이 제2 법칙, 면적속도 일정의 법칙이었다.
그러고 나서 케플러는 기하학적 비율법을 사용하여 화성의 전체 궤도 계산에 착수했으며, 화성 궤도가 알 모양임을 확신했다. 거의 40여 번에 달하는 실패 끝에, 마침내 1605년 초에 케플러는 전대의 천문학자들이 못 보고 지나친, 해답이 되기에는 너무 간단하다고 여겨졌던 타원에 대한 생각을 우연히 떠올렸다. 타원형의 궤도가 화성 관측 자료에 들어맞는 것을 확인하자, 그는 즉시 다음과 같이 결론지었다. “행성은 태양을 한 초점으로 하는 타원궤도를 그리면서 공전한다.” 이것이 제1 법칙, 타원궤도의 법칙이었다. 케플러는 계산할 때 조수를 쓰지 않았기 때문에 화성 외의 천체에도 수학적 분석을 하지는 않았다. 그해 말경, 그는 《신천문학》의 원고를 완성했으나, 튀코의 관측 결과를 사용한 것에 대한 튀코의 유족들과의 법적 분쟁으로 인해 1611년까지 출판하지 않았다.

### 《굴절광학》, 《꿈》 원고와 다른 작업들―케플러의 추측

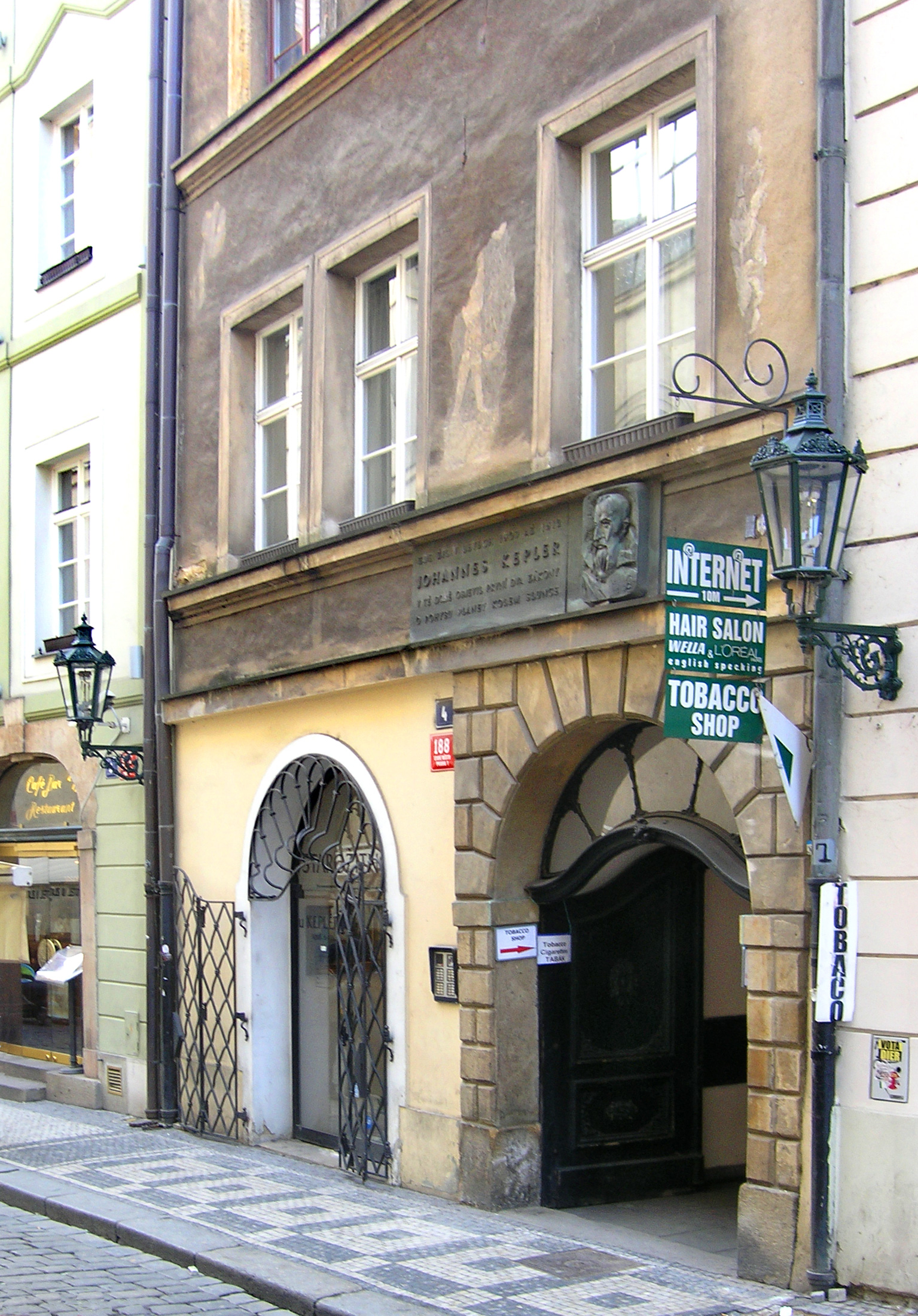
프라하의 오래된 카를로바 거리. 케플러가 프라하 시절에 살았던 주택이 있는 곳이다.

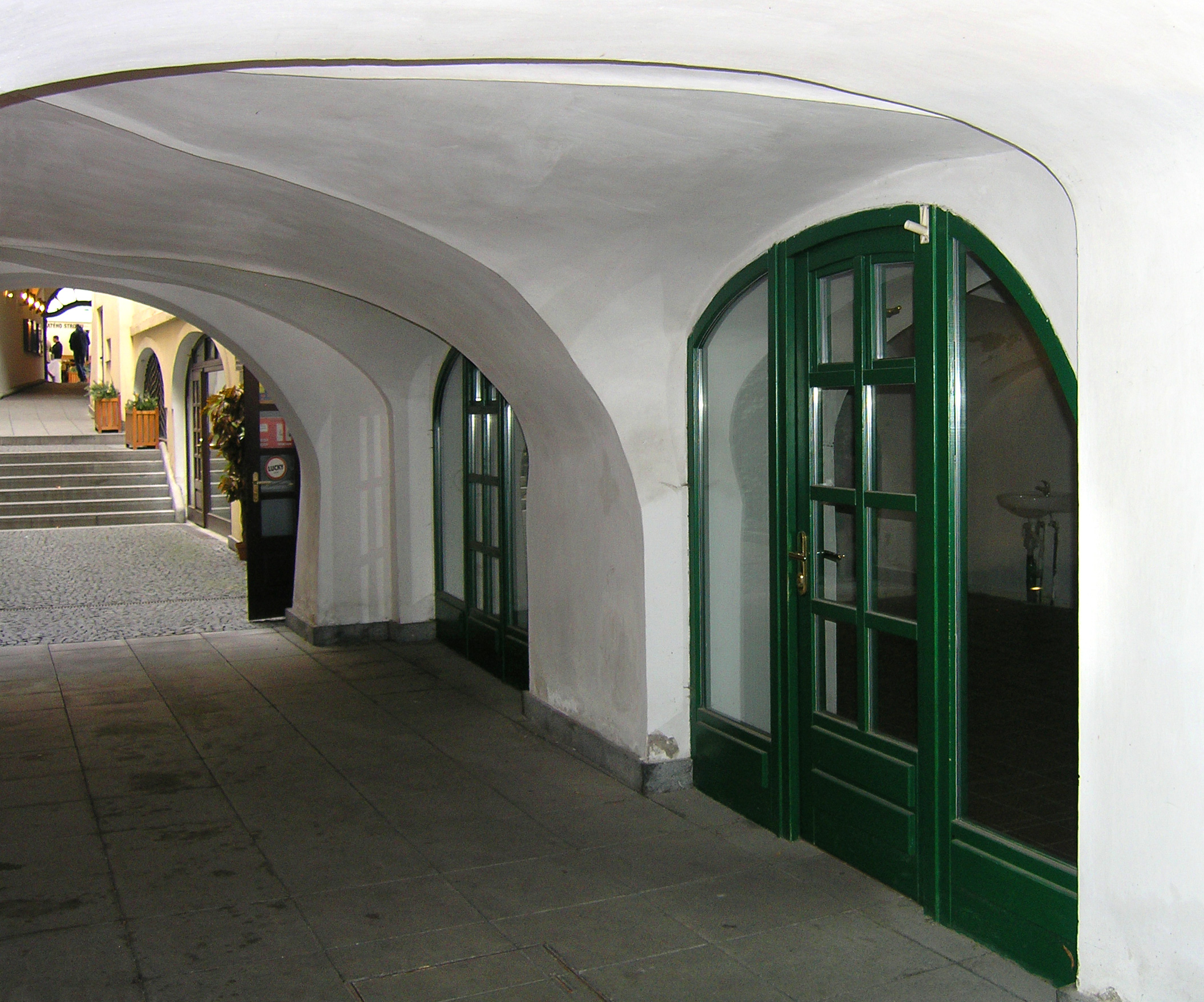
케플러가 프라하에서 거주한 주택 내부.

《신천문학》이 완성됨에 따라, 여러 해 동안 케플러의 연구 중 대부분은 《루돌프 표》의 준비와, 목록에 바탕한 추산 위치표(행성과 항성의 위치에 대한 예측)의 포괄적인 집합에 맞춰져 있었다(하지만 많은 해가 지나도 둘 다 완성되지 않았다). 또 케플러는 이탈리아의 천문학자 조반니 안토니오 마치니와 협력하려고 시도했는데, 이것도 성공적이지 못했다. 케플러의 작업 중 몇은 연대학(특히 예수가 살던 시대에 일어난 사건들의 날짜 기입)과 점성학(특히 대참사에 관한 연극 같은 예언을 하는 로슬린 등의 사람들에 대한 비판)과 함께 다루어졌다. 한편, 케플러는 1608년에 한 무명의 귀족에게 별점을 쳐 줬다. 그의 사주는 “민첩하고, 명민하며, 근면하고, 평범한 일에 한눈팔지 않으며, 자신의 목표를 향해 용맹 정진할 것이며, 영광에 대단히 목말라하고 현세의 명예와 권력을 탐식할 것이며 그 결과 스스로 공개적·비공개적 적들을 숱하게 만들 것이나, 그 모든 적들을 대부분 극복하고 정복할 것이다”라고 나왔다. 이 무명의 귀족은 이후 출세가도를 달렸으며, 이 사람이 바로 후일 케플러의 새로운 후원자가 되는 알브레히트 폰 발렌슈타인이었다.
케플러와 로슬린은 출판물을 통해 서로의 이론을 공격하거나 공격에 대해 반격했으며, 그 와중에 치료사 필리프 베살리우스는 점성술(그 중에서도 특히 로슬린의 것)을 완전히 부정하는 저작을 출판했다. 케플러는 점성술을 지나치게 옹호하는 이론과, 다른 한편으로 점성술을 지나치게 비하하는 현실을 목도했고, 여기에 응하여 《제삼자의 개입》(Tertius Interveniens)을 썼다. 이 작업은 일단 표면적으로는 반목하는 학자들간을 중재하는 것이었으나, 이외에도 행성과 인간의 영혼간에 일어나는 상호 작용 메커니즘에 대한 가설과, 점성술의 가치에 대한 케플러의 총체적인 관점을 함께 제시하고 있다. 케플러는 행성의 배열이 인간과 자연에 영향을 미친다고 진지하게 믿기도 했지만, 점성술이 “어리석은 자들에게 미신을 조장하는” 위험한 것이라고 회의적으로 생각한 인물이었다.

1610년의 케플러 초상화. 그린이는 미상.

1610년의 첫 번째 달에 갈릴레오 갈릴레이는 강력한 기능을 지닌 신형 망원경을 이용, 목성의 주위를 돌고 있는 4개의 위성 가니메데, 칼리스토, 이오, 유로파를 발견하였다. 갈릴레오는 《시데레우스 눈치우스》(Sidereus Nuncius;〈별세계의 사자〉라는 뜻)를 출판하면서 자기 관측 결과의 신빙성을 강화하기 위해 케플러의 자문을 구하였다. 케플러는 《별의 메신저와의 대화》(Dissertatio cum Nuncio Sidereo)를 통해 매우 열심히 대답해 주었다. 그는 갈릴레오의 관측을 보증하였고, 갈릴레오의 발견이 뜻하고 암시하는 바와 망원경 이용의 추측 범위를 우주론과 점성술 뿐만 아니라 천문학과 광학에까지 확대하자고 제안하였다. 그 해가 지나고, 케플러는 달을 망원경을 이용하여 독자적으로 관측, 《목성의 위성에 대한 해설》(Narratio de Jovis Satellitibus)을 출판하여 갈릴레오의 이론에 힘을 보탰다. 그러나 갈릴레오는 《신천문학》에 대해 아무런 반응도 보이지 않았고, 케플러는 실망하였다. 당시 천문학자들은 목성의 위성들이 실제 존재하는 것이 아니라 망원경이 만들어낸 허상에 불과하다고 공격했다. 갈릴레오는 케플러의 보증으로 자신을 겨냥한 이런 비판들을 모두 꺾어 버릴 수 있었지만 케플러는 고맙다는 인사말 한 마디도 들을 수 없었다. 그럼에도 케플러는 갈릴레오의 무례에 불만을 표시하지 않았고 갈릴레오는 천문학 이론의 개혁을 이룬 케플러의 업적에 아무런 관심도 기울이지 않았다
무례하게도 보이는 갈릴레오의 이런 반응에는 다른 속사정이 있었을 것이라는 설도 존재한다. 1577년 대혜성에 대해 튀코는 혜성이 엄연한 천체라고 주장한 데 비해서 갈릴레오는 혜성이 시각적 현상일 뿐이라고 주장했다. 훗날 케플러는 혜성에 관한 연구에서 튀코를 지지했는데 매스틀린은 갈릴레오에게 한방 먹였다면서 케플러를 축하해 주었다. 비판에 익숙하지 않았던 갈릴레오가 케플러의 이런 태도를 위협으로 간주했을 가능성이 있다는 것이다.

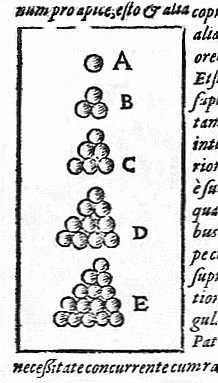
《육각형 눈송이에 관하여》에 실려 있는 도해 중 하나. 케플러의 추측에 대한 삽화이다.

갈릴레오가 망원경을 이용한 발견을 했다는 사실을 들은 뒤 케플러도 쾰른의 에른스트 공작에게서 빌린 망원경을 이용하여 광학 망원경에 대한 이론상·실험상의 연구를 시작했다. 그 결과로서 1610년 9월에는 《굴절광학》( Dioptrice)의 원고가 완성되었고 1611년에 출판되었다. 이 책에서 케플러는 양면 볼록 렌즈로 된 수렴 렌즈와 양면 오목 렌즈로 된 발산 렌즈에 대한 이론적 근거, 이 렌즈들이 갈릴레오식 망원경을 구성하는 원리, 실상과 허상의 개념, 정립상과 도립상, 확대 및 축소에 따른 초점 거리의 결과까지 설명했다. 또한 케플러는 볼록 렌즈 두 장을 사용하여 갈릴레오의 볼록 렌즈 - 오목 렌즈 결합보다 높은 배율을 낼 수 있는 망원경을 구상하였는데 이것이 케플러식 망원경으로 오늘날의 굴절식 천체 망원경의 모태이다.
1611년을 전후하여, 케플러는 《꿈》(Somnium)으로 (사후에) 출판될 원고를 배포하고 다녔다. 여러 사람의 손을 거치는 와중에 사라져 버린 이 원고는 환상적인 달나라 여행을 그리고 있다. 이 이야기는 일부는 우화였고 일부는 자전적이었으며 일부는 행성간 여행에 대한 논문이었다. 이것은 세계 최초의 과학 소설이라고 할 수 있다. 하지만 후일 소설 속 서술자의 어머니가 악마들과 어울려 지내다 우주 여행의 의미를 알게 된다는 부분으로 인해 왜곡된 해석은 케플러의 어머니가 마녀 재판에 끌려가는 결과를 낳았는데 결국 무죄가 입증되고 나자 케플러는 이야기에 과학적 정보(특히 월면 지리학에 관한)는 물론 이야기의 속뜻이 무엇을 비유한 것인지까지 설명하는 223개의 주석을 달았는데 본문보다도 길었다.
1590년대 말경에 영국의 월터 롤리 경은 부하 토머스 해리엇에게 포탄 무더기가 쌓인 모양을 보고 포탄의 개수를 알아낼 수 있는 공식을 만들라고 요구했다. 해리엇은 거기서 더 나아가 포탄을 최대한 효율적으로 쌓을 수 있는 방법을 찾으려고 했다. 해리엇은 이 문제를 가지고 고심하다가 당시 최고의 수학자로 명성을 날리던 케플러에게 편지를 보냈다. 해리엇의 편지를 받은 케플러는 가장 밀도가 높게 구를 쌓는 방법은 시장 상인들이 과일을 쌓을 때처럼 육방 밀집 쌓기를 하는 것이라고 결론을 내렸다. 1611년 새해 선물로 케플러는 친구이자 오랜 후원자 마태우스 바커 폰 바켄펠스 남작을 위해 《육각형 눈송이에 관하여》(Strena Seu de Nive Sexangula)라는 제목의 짧은 소논문을 지었다. 케플러는 이 소논문에서 눈송이의 육방정계 구조를 연구하고 그것을 원자론의 물리적 근거로 해석했으며 구를 가장 촘촘하게 채울 수 있는 방법에 대해 기술했다. 마지막 것이 후에 케플러의 추측이라고 알려진 것으로, 페르마의 마지막 정리와 함께 수백년 동안 수학적 난제로 남았다. 《육각형 눈송이에 관하여》는 케플러의 다른 방대한 저작들에 비해 과소평가되는 경향이 있지만 이 책은 결정체나 식물의 형태를 과학적으로 설명하려고 한 최초의 시도였기에 충분히 중요하다.
오갈 데 없는 피난자 신세로 프라하를 찾은 지 11년 만에 케플러는 학계를 이끄는 정상급 과학자로 성장해 있었다. 튀코의 후계자라는 위상과 계속해서 묵직한 책들을 내놓은 이력은 케플러가 천문학에 대해 모르는 것이 없는 박학다식한 인물이라는 인상을 심어 주었다. 하지만 케플러의 황금기는 오래 가지 못했는데, 후원자 루돌프 황제가 미쳐가고 있었던 것이다. 황제는 편집증에 정신 착란까지 보였고, 황제의 무능으로 신성 로마 제국과 합스부르크 왕가는 위기에 처했다. 1606년 4월부터 합스부르크 왕가 인사들은 황제를 몰아내고 황제의 동생 마티아스를 황제로 세울 음모를 꾸몄다.

### 개인적, 정치적 문제

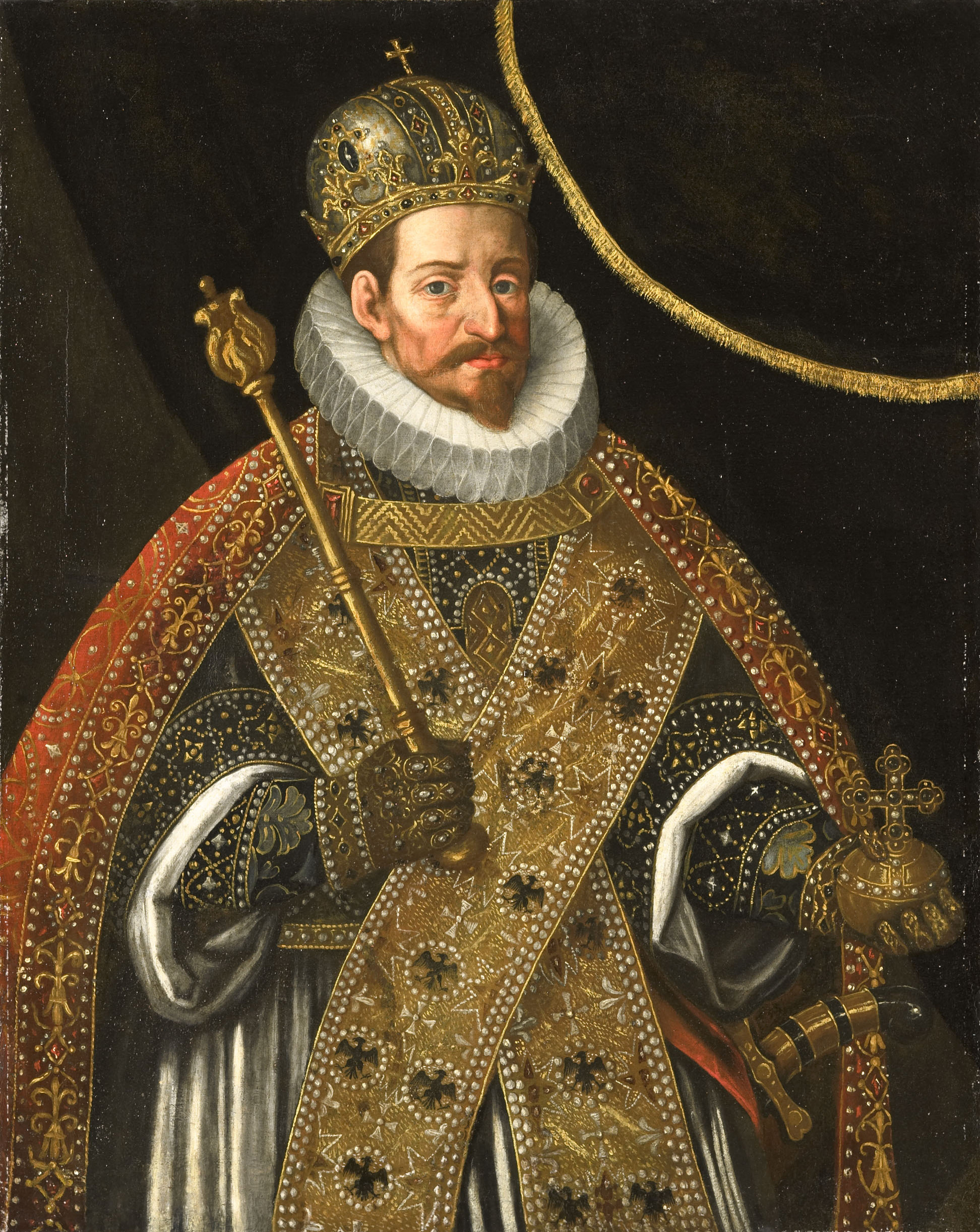
새 황제 마티아스.

1611년, 프라하의 정치·종교적 불안은 곪아 터질 지경으로 악화되었다. 건강이 악화되어 가던 후원자 루돌프 황제는 동생 마티아스의 강요에 의해 보헤미아 왕의 자리를 포기했다. 또한 그 해에 아내 바바라가 홍반열에 걸려, 발작을 일으키기 시작했다. 바바라가 회복되어 갈 즈음, 세 자식들이 모조리 천연두에 걸려, 6세의 아들 프리드리히가 사망했다. 아들이 죽자 케플러는 뷔르템베르크와 파도바의 후원자들에게 편지를 보냈다. 뷔르템베르크의 튀빙겐 대학교에서는 아우크스부르크 신앙 고백과 협화신조에 배치되는 케플러의 칼뱅주의적 반대론을 염려하여 케플러의 귀환을 방해했다. 파도바 대학교에서는 공석(空席)이 된 수학 교수직에 전임 갈릴레오의 추천으로 케플러를 임용하려 했다. 그러나 케플러는 가족들은 도이칠란트에 머무르게 하는 대신, 자신은 린츠에서 선생 자리 및 지역 수학자직을 알아보기 위해 오스트리아로 여행을 떠났다. 케플러가 가족과 떨어진 사이 바바라의 병이 재발했고 그녀는 케플러가 돌아온 직후 사망했다.
케플러는 정치적 대변동, 종교적 불안, 가정의 비극(아내의 유산에 대한 법적 분쟁) 등의 요인으로 더 이상 연구를 할 수 없었음에도 불구하고 린츠로의 이사를 연기했고 1612년 초에 루돌프 황제가 사망할 때까지 프라하에 잔류했다. 대신 케플러는 연대학 원고 《전원시의 역사》를 초기의 연구와 조화되도록 결합했다. 마티아스는 신성 로마 제국 황제위를 물려받은 뒤 케플러의 궁정 수학자로서의 지위(급료도 포함된다)를 재차 보장하였으나 그가 린츠로 옮겨 가 살 수 있도록 허락했다.

## 린츠 (1612년~1626년)

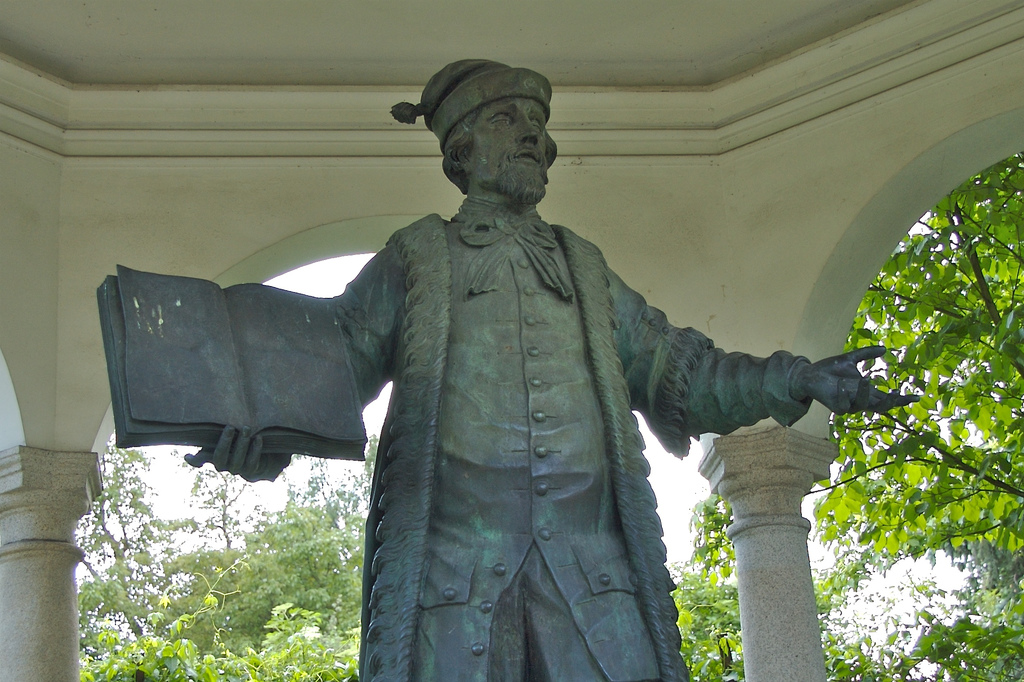
린츠의 케플러 동상.

린츠에서 루돌프 표 외에 케플러에게 주어진 기본적 책무는 지역 학교에서 학생들을 가르치는 것과 점성술, 천문학적 용역을 제공하는 것이었다. 린츠에서의 초기 몇 년 동안 프라하에서의 시절에 비해 재정적 안전과 종교적 자유를 누렸지만, 종교적 양심을 이유로 소속된 정통주의적 루터교회에 의해 성만찬에 참여할 권리를 박탈당하였고, 이후 결국 루터교와 결별했다. 린츠에서의 첫 저서는 예수 탄생에 대한 보충 논문 《진실한 1년에 대해, 영원한 하느님의 아들의 성모 마리아의 자궁에서 나온 인간으로서의 성격》(De vero Anno, quo aeternus Dei Filius humanam naturam in Utero benedictae Virginis Mariae assumpsit)으로, 1613년에 출판했다. 또한 그는 그레고리오 교황의 개량 달력을 도이칠란트의 개신교 국가들에서 받아들일지의 심의에도 참여했다. 또한 같은 해 그는 포도주 통과 같은 용기의 부피를 측정하는 수학 논문 《포도주통의 신계량법》을 썼으나 이 논문은 1615년까지 출판되지 않았다.

### 루터교와의 결별
케플러는 린츠에 도착한 즉시 튀빙겐 신학교 동창이었던 주목사 다니엘 히츨러에게 종교모임을 요청했다. 그러나 며칠간 모임을 가진 뒤, 케플러는 루터교의 엄격한 신앙고백에 서명하기를 거부했고 히츨러는 케플러를 쫓아내 버렸다. 케플러는 슈투트가르트의 종교의회에 이 사건을 청원했다. 그러나 종교의회는 히츨러를 두둔하는 모욕스러운 편지와 함께 케플러의 청원을 기각했다. 케플러는 기분이 나빴지만 말썽을 일으키기 싫어서 이 일을 더 이상 거론하지 않았다.
케플러는 루터교, 개혁교회, 로마 가톨릭교회에서 두루 기독교적인 믿음을 형성해 주는 요소들을 하나하나 이끌어 냈다. 다른 루터교도들은 이것을 근거로 케플러를 이단자로 지목하여 고소했다. 케플러는 “진리는 하나인데 세 종파로 찢겨 서로 비참하게 싸우는 게 가슴 아플 따름이다”라고 대답했다. 이런 신념은 의심, 비난, 협박으로 돌아왔다. 기독교인들끼리 교단의 차이로 분열하고 대립하는 양상은 선교에 지장을 준다는 반성에 따라 교회 일치 운동이 시작된 현대에서야 그의 주장은 전혀 이상할 게 없지만, 그가 살던 시대에는 너무 진보적인 주장이었다.
1617년, 케플러는 튀빙겐의 신학 교수 마티아스 하펜레퍼를 방문해 일련의 사건들에 대해 이야기를 주고받았다. 하펜레퍼는 케플러와 교환한 편지를 신학교수회와 종교의회에 제출했다. 1619년 7월 31일에 “오류투성이 허상을 버리고 겸손한 믿음으로 신성한 진리를 받아들여라”는 공식 평결이 나왔다. 결국 케플러는 자신의 신학적인 신념으로 인해 루터교와 완전히 결별했다.

### 재혼

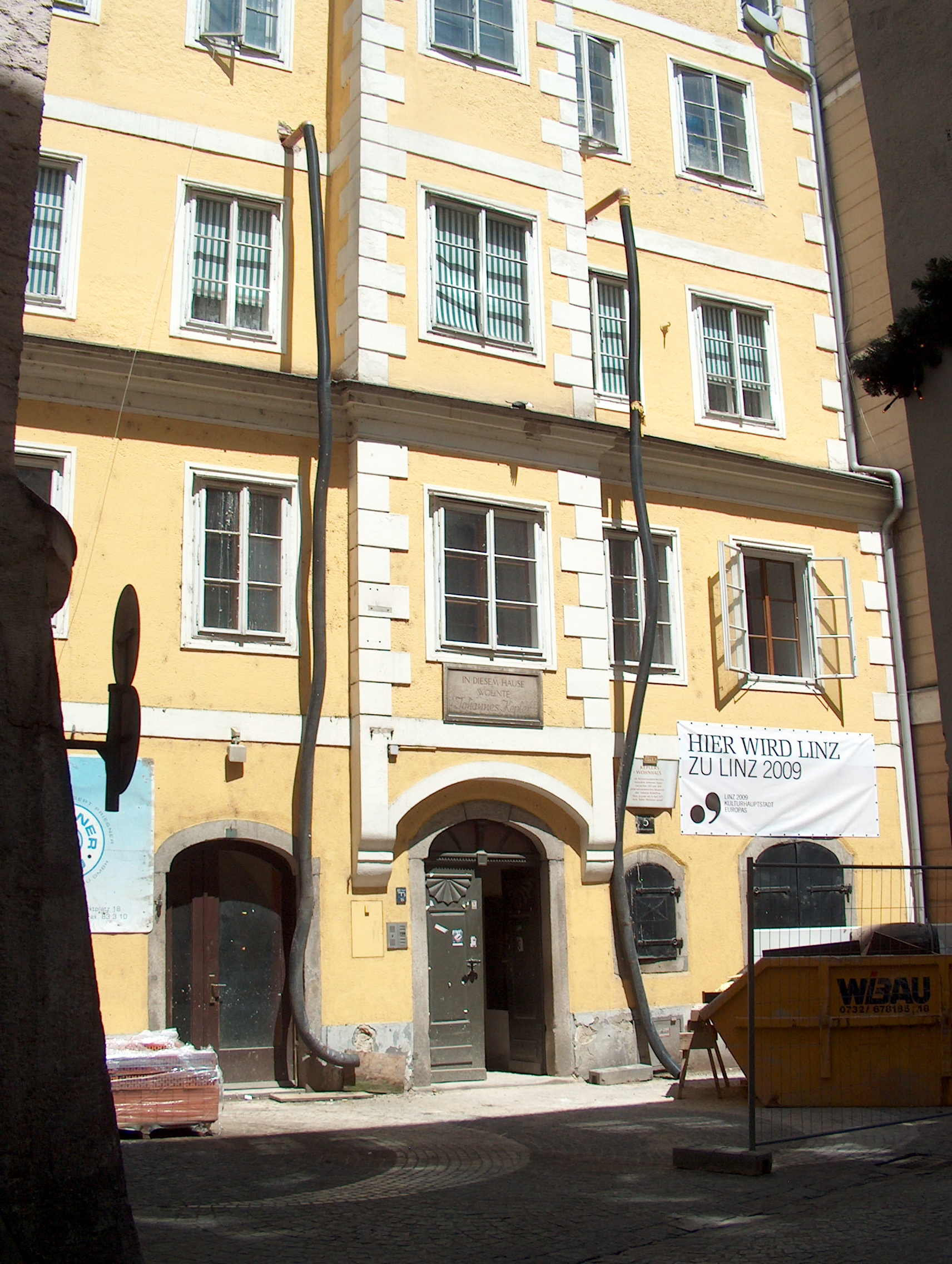
린츠의 케플러 거주지

1613년 10월 30일, 43살의 케플러는 25살의 수잔나 로이팅어와 재혼하였는데, 청혼 과정이 상당히 독특했다. 연애에 서툴러 구혼 상대를 쉽게 찾지 못하던 케플러는 신부가 될만한 여성을 이름이 아닌 자신이 정한 후보 번호로 평가하였다. 후보는 1번에서 11번까지였으며 쉽게 마음을 정하지 못했던 케플러의 서툰 구혼 솜씨는 당시 린츠 시민들의 가십거리가 되었다. 그러는 와중에 케플러는 용기를 내어 가장 마음에 들어한 5번 후보, 로이팅어에게 청혼하여 결혼에 성공하였다. 케플러는 로이팅어를 “겸허한 성실, 살림 솜씨, 근면함, 의붓자식들에 대한 사랑으로 나를 이겨낸 여자”라고 표현하였다.
재혼 초에 얻은 세 아이들(마르가레타 레기나, 카탈리나, 세발트)은 모두 어렸을 때 죽고 말았지만 이후에 낳은 세 아이는(1621년생 초르둘라, 1623년생 프리드마르, 1625년생 힐데베르트) 어른이 될 때까지 살아남았다. 이후 부인 수잔나에 대한 이야기는 더 이상 기록으로 전해지지 않지만 케플러의 결혼생활은 행복했던 것으로 보인다.

### 《포도주통의 신계량법》―구분구적법
린츠에서 케플러가 처음 쓴 책은 《포도주통의 신계량법》(Nova stereometria doliorum vinariorum)이다. 케플러는 마티아스 황제의 부름을 받아 도나우강을 따라 레겐스부르크로 가던 도중, 강둑이 다양한 형태와 크기의 포도주통처럼 경계가 지어져 있는 것을 보고 그 부피를 수학적으로 증명하려고 했다. 케플러는 통의 표면이 직선이 아니기 때문에 얇은 판을 무한히 겹쳐 놓은 것과 대략 같을 것이라고 생각했고, 모든 물체의 부피를 계산하는 데 이 방법과 유사한 것을 사용할 수 있다는 것을 깨달았다.
연구 결과 나온 책의 원제는 〈포도주통을 이용한 구적법과 부피 측정법〉이라는 다소 우스꽝스러운 이름이었다. 책은 큰 성공을 거두지는 못했고 출판업자들도 나서지 않아 케플러는 인쇄공 요하네스 플랑크를 직접 린츠로 데려와 1615년에 출판했다. 린츠의 대의원회는 이 책에 별다른 인상을 받지 못했기 때문에 계약서대로 《루돌프 표》과 지도 제작에나 집중하라고 충고했다. 케플러는 원추 곡선이 만들어 내는 원, 타원, 포물선 등의 도형에 이를 일반화하려고 했다. 정밀성은 다소 떨어졌지만 이 책은 17세기 적분학의 기초가 되었다.

### 《코페르니쿠스 천문학 개요》
《신천문학》의 완성 이후로, 케플러는 천문학 책을 만들려는 마음을 먹고 있었다. 1615년 그는 《코페르니쿠스 천문학 개요》의 처음 세 권을 완성했고 이후 4권은 1620년에, 그리고 5~7권은 1621년에 출판하였다. 케플러의 이 책은 타원궤도의 법칙의 결정판으로 지동설을 연상시키는 제목에도 불구하고 케플러의 가장 영향력 있는 작업이 되었다. 이 책은 행성운동의 세 법칙의 모든 것을 품고 있었으며 천체운동을 물리학적으로 설명하려는 시도였다. 그러나 이 책에서 (앞의 두 행성운동법칙을 노골적으로 달과 목성의 주요 위성들에까지 확대 해석하긴 했지만) 어떻게 관측 자료로부터 타원형 궤도를 결론지었는지에 설명하지는 않았다.
《루돌프 표》과 관련된 추산 위치표의 속편으로 케플러는 점성술 달력을 출판하였는데 이것이 매우 인기 있어 다른 연구를 하는 데의 비용까지 충당해 주었다.(특히 황실 금고에서 받아야 할 봉급이 체불되었을 때) 1617년에서 1624년까지 6년간 케플러는 이 달력에서 행성의 위치와 날씨 뿐만 아니라 정치적 사건까지 예측하였다. 후자인 정치적 예측은 종종 정확하게 들어맞았는데 이는 케플러가 당시의 정치적, 신학적 긴장 상태를 잘 이해하고 있었기 때문이었다. 그러나 1624년에 이르는 기간까지 주변의 긴장 상황은 그 정도가 심해져 갔고 예언 자체의 모호함 때문에 케플러는 정치적으로 곤란한 위치에 처했다. 그라츠에서는 케플러의 달력이 공개적으로 불태워지기까지 했다.

### 어머니의 마녀 재판

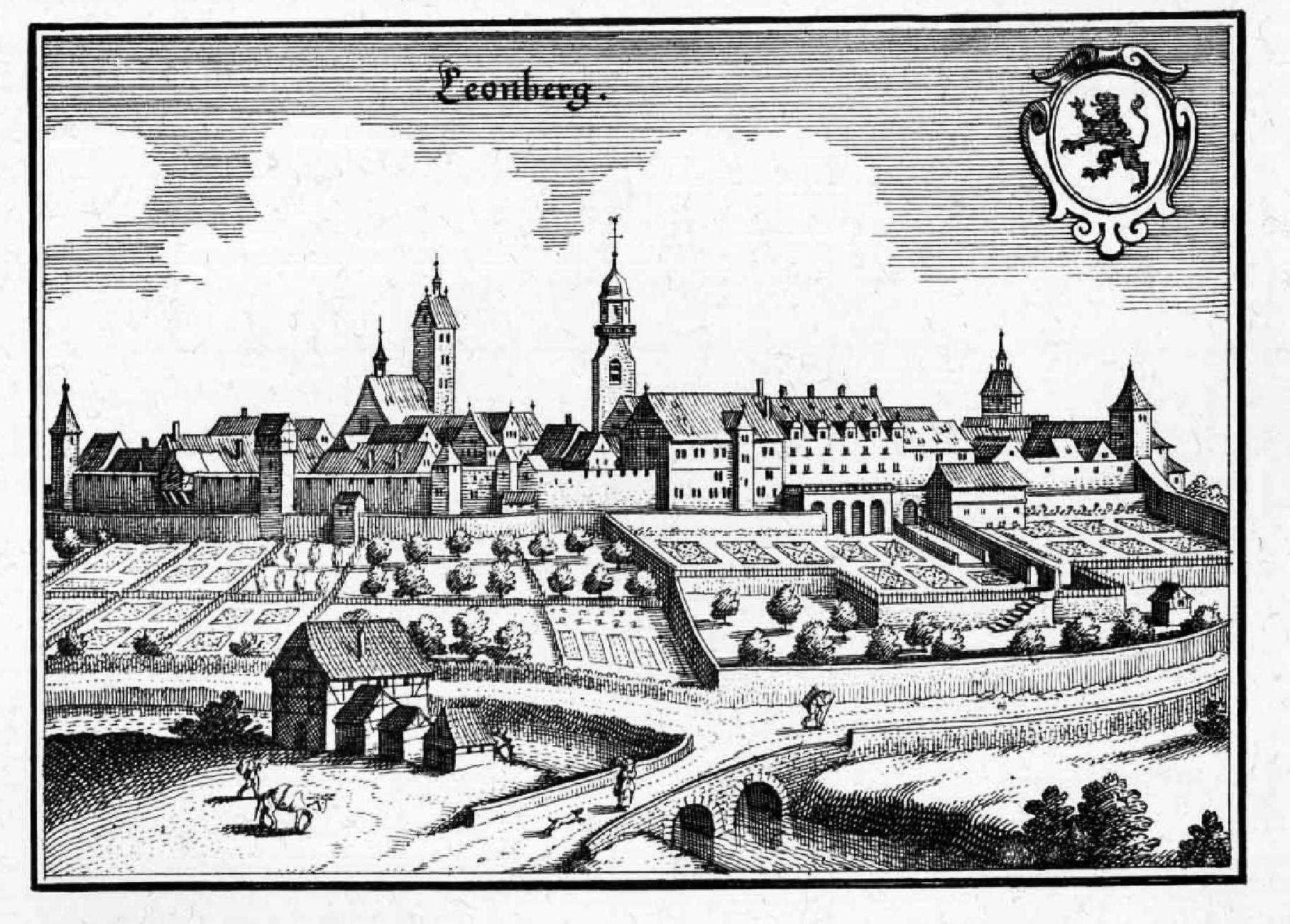
재판이 진행된 법원이 위치한 레온베르크.

### 마녀사냥
1615년 케플러의 동생 크리스토프와 금융적으로 분쟁 관계에 있던 우르술라 라인볼트라는 여자는 케플러의 어머니 카타리나가 사악한 술수로 자신을 병들게 했다고 주장했다. 라인볼트는 임신한 아이를 지우기 위해 약물을 복용했다가 탈이 났다. 그녀는 자기 병이 뷔르템베르크 궁정 이발사이자 외과의사인 자기 오빠의 엉터리 처방 때문이 아니라 3년 반 전에 카타리나가 지어준 약 때문이라고 생각했다. 그해 8월, 카타리나는 작은아들 크리스토프와 마을 목사인 사위 게오르크의 도움으로 라인볼트를 명예훼손 혐의로 고소했다. 이때쯤 케플러의 《꿈》이 알려졌는데, 그 소설에서 주인공의 어머니가 악령을 부리는 노파라는 설정이 화근이었다. 며칠 뒤에는 문제를 더욱 꼬이게 하는 일이 발생했다. 카타리나가 한 소녀와 좁은 길에서 마주쳤고 카타리나는 소녀의 옷을 털어 주었다. 그러자 소녀는 “부인이 내 팔을 쳤고, 그 다음부터 팔이 점점 더 아프더니 감각도 없고 움직일 수도 없게 되었다”고 주장했다. 이 소녀는 라인볼트 집안에 빚이 있던 할러 집안의 딸이었다. 라인볼트의 오빠의 친구였던 레온베르크 법원 집행관 아인호른은 소녀의 팔에 난 타박상을 “마녀의 손자국”이라고 밝히며 이 사건을 슈투트가르트 고등 종교 평의회로 올려 보냈다. 카타리나는 린츠의 아들 집으로 황급히 몸을 피했고 케플러는 직접 재판에 개입하기로 했다.

### 어머니의 자기변호
1620년 7월, 라인볼트 일가는 공작을 통해 사건을 형사 사건화했다. 종교 평의회는 카타리나의 체포와 심문, 고문을 명령했다. 결국 카타리나는 한밤중에 빨래 통에 처박혀 끌려갔다. 이 당시 중부 유럽에서 마녀 재판은 상대적으로 일반적인 일이었다. 특히 카타리나는 심술궂은 노파였는데 말참견으로 권력가들의 심기를 건드리기 일쑤였는데다 수면제와 환각제를 몰래 팔기까지 했다. 때문에 케플러는 어머니가 투옥된 것은 어느 정도 자업자득이라고 생각했다. 1620년 8월 초부터 카타리나는 14개월 동안 투옥당했다. 그러나 고발자들은 그녀가 케플러의 《꿈》에 나오는 약품을 혼합하고 악령을 사역하여 그 도움을 받는다는 잘못되고 헛된 소문 외에 확실한 물증은 아예 없었다. 거기다 서둘러 뷔르템베르크로 달려온 케플러가 주민들이 걸린 질병 등의 과학적 이유를 찾으려 동분서주했다. 튀빙겐 대학교 법학부에 소속되어 있던 동창 베솔트도 케플러를 도왔다. 하지만 케플러와 베솔트가 아무리 노력해도 증거불충분 이상의 판결을 기대할 수는 없었다. 카타리나는 구두(口頭) 고문에 처해졌다. 집행관 아울버는 카타리나에게 고문 기구들을 내보이며 이실직고하라고 명령했다. 하지만 카타리나는 혐의를 부인하고 자신의 결백은 자신이 죽은 후 하나님께서 증명해 주실 것이라고 발악했다. 그러더니 그녀는 몸을 수그려 주기도문을 외웠다. 고문의 위협 속에서도 혐의를 부인한 증언이 참고가 되어 마침내 혐의가 기각되었다. 1621년 10월 3일 카타리나는 대가를 충분히 치렀다는 판결을 받고 석방되었으나 시름시름 앓다가 6개월 후 사망하였다.

#### 연구
재판이 진행되는 동안, 케플러는 "조화 이론"에 대한 연구를 뒤로 미루었는데, 이 연구의 결과물이 1619년 출판된 《세계의 조화》이다.

### 《세계의 조화》―조화의 법칙

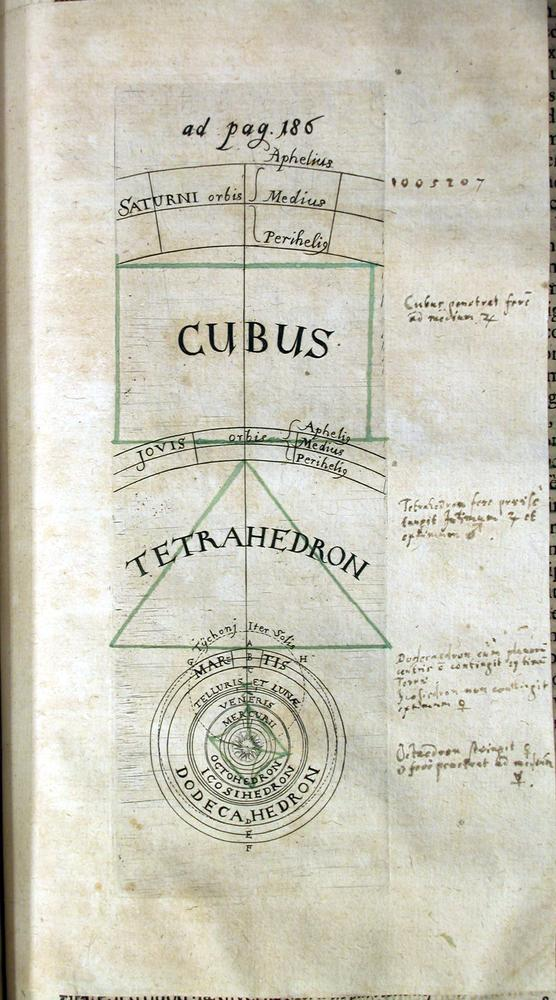
《세계의 조화》에 실린 정입방체의 기하학적 조화.

케플러는 어머니가 마녀로 몰린 어처구니없는 사건을 해결하기 위해 이리저리 다니던 도중 기분 전환용으로 빈센조 갈릴레이의 《고대와 현대 음악과의 대화》라는 책을 들고 다녔다. 여기서 빈센조는 피타고라스의 조화에 대한 이론을 옹호했다. 케플러는 ‘조화’라고 하는 세계의 수학적 규칙을 찾으려 했고, 기하학에 감명을 받아 “기하학적 물체가 전 우주의 모형을 떠오르게 하였다”고 했다. 《세계의 조화》에서 케플러는 자연계, 특히 천문학적, 점성학적인 면에서의 자연계의 조화를 음악적 관점으로 설명하려고 시도했다. 《세계의 조화》의 중심 설정은 피타고라스, 프톨레미 등 많은 케플러 이전의 천문학자들이 연구했던 〈천체의 음악〉이나 〈천상의 음악〉 이었는데, 《세계의 조화》의 출판 직후에 케플러는 비슷한 때에 독자적으로 조화 이론을 출판했던 로버트 플루드와 선취권 논쟁에 휩싸였다.
케플러는 케플러의 다면체라고 알려진 형태들까지 포함하여 정다각형와 정다면체를 탐구하기 시작했다. 여기서부터 케플러는 자신의 조화 분석을 음질에서 기인하는 조화가 천체의 영혼에 의해 만들어지며, 점성술의 경우에는 이 음질과 인간의 영혼이 상호작용한다고 음악, 기상학, 점성술에까지 확장했다. 연구의 마지막 부분(제5권)에서 케플러는 행성운동에 대해 특히 궤도 진입 최저 속도와 태양에서의 궤도 거리의 관계를 다루었다. 비슷한 관계들은 다른 천문학자들도 사용한 바 있지만 케플러는 튀코의 관측 자료와 자신의 천문학 이론으로 훨씬 더 정밀하게 다루었으며 물리적인 중요성을 부여했다.
다른 많은 조화 가운데 케플러는 오늘날 행성운동의 제3법칙으로 알려져 있는 것을 명료하게 표현했다. 그는 〈행성의 공전주기의 제곱은 궤도의 장반경의 세제곱에 비례한다〉라는 것을 (거의) 발견하기까지 많은 조합들을 시도했다. 그러나 천체역학의 넓은 의미에서 이 순수한 운동학적 법칙은 1660년대까지 밝혀지지 않았다. 이후 원심력에 대한 크리스티안 하위헌스의 새로운 법칙이 결합되어, 이 법칙은 아이작 뉴턴, 에드먼드 핼리와 크리스토퍼 렌과 로버트 훅이(아마도) 태양과 그 행성들 간의 중력적 인력이 그 사이 거리의 제곱에 반비례한다는 추측을 독립적으로 증명하도록 도와주었다.
여기서 케플러는 행성 운동의 근본 원인이 자기력과 비슷한 어떤 성격의 것이라고 제안했다. 물론 중력·만유인력과 자기력은 다르지만 케플러는 그 개념을 예견한 것이다. 한편 케플러는 겸손한 사람은 아니라서 자신의 발견을 “신의 환희”, “열광의 도가니”라는 식으로 자화자찬했다.

### 30년 전쟁의 시작

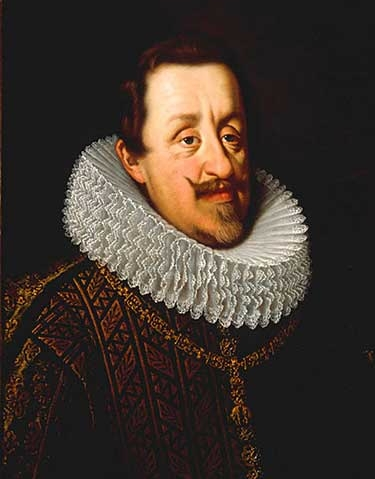
마티아스의 뒤를 이은 황제 페르디난트 2세. 그의 교조적 가톨릭 신앙은 30년 전쟁을 촉발했다.

케플러는 1621년 12월에 린츠로 돌아왔다. 그러나 그 당시 유럽의 정치적 상황은 급격히 변하고 있었다.

#### 투척사건
1618년, 체코 프라하에서 성난 개신교도 대의원들이 프라하 황궁을 덮쳐 가톨릭 교도 집정관 두 명을 황궁 창밖으로 집어 던지는 프라하 창밖 투척사건이 발생했다. 1619년에는 마티아스 황제가 서거하고 근본주의 성향의 가톨릭 교도 페르디난트 대공이 신성 로마 제국 황제위를 이어받았으며, 그 결과 1621년 6월 27일, 프라하에서 케플러의 오랜 벗 예세니우스를 포함한 27명의 개신교도들이 페르디난트 2세황제에 의해 사형당했다. 예세니우스는 혀를 잘린 다음 사지가 찢겨 죽었다. 사형수들의 목은 경고의 의미로 썩어질 때까지 10년간 전시되었다. 이것이 유럽 최초의 세계대전이었던 30년 전쟁의 시작이었다.

#### 제국의 수학자
케플러가 살던 린츠도 프라하만큼은 아니었지만 유럽 전역을 뒤덮은 광신에 휩쓸렸다. 케플러를 루터교회에서 쫓아냈던 다니엘 히츨러도 감옥에 끌려갔다. 하지만 독실한 개신교도였던 케플러는 루터교와 결별한 후 개신교도들에게 거부당하는 입장이었고 제국 수학자라는 신분 덕분에 다른 개신교도들이 박해받는 상황에서도 안전했다. 오히려 1621년 12월 30일에는 페르디난트 황제가 자신을 제국 수학자로 공식 임명하자 케플러는 깜짝 놀랐다.

## 말년 (1626년~1630년)

### 《루돌프 표》

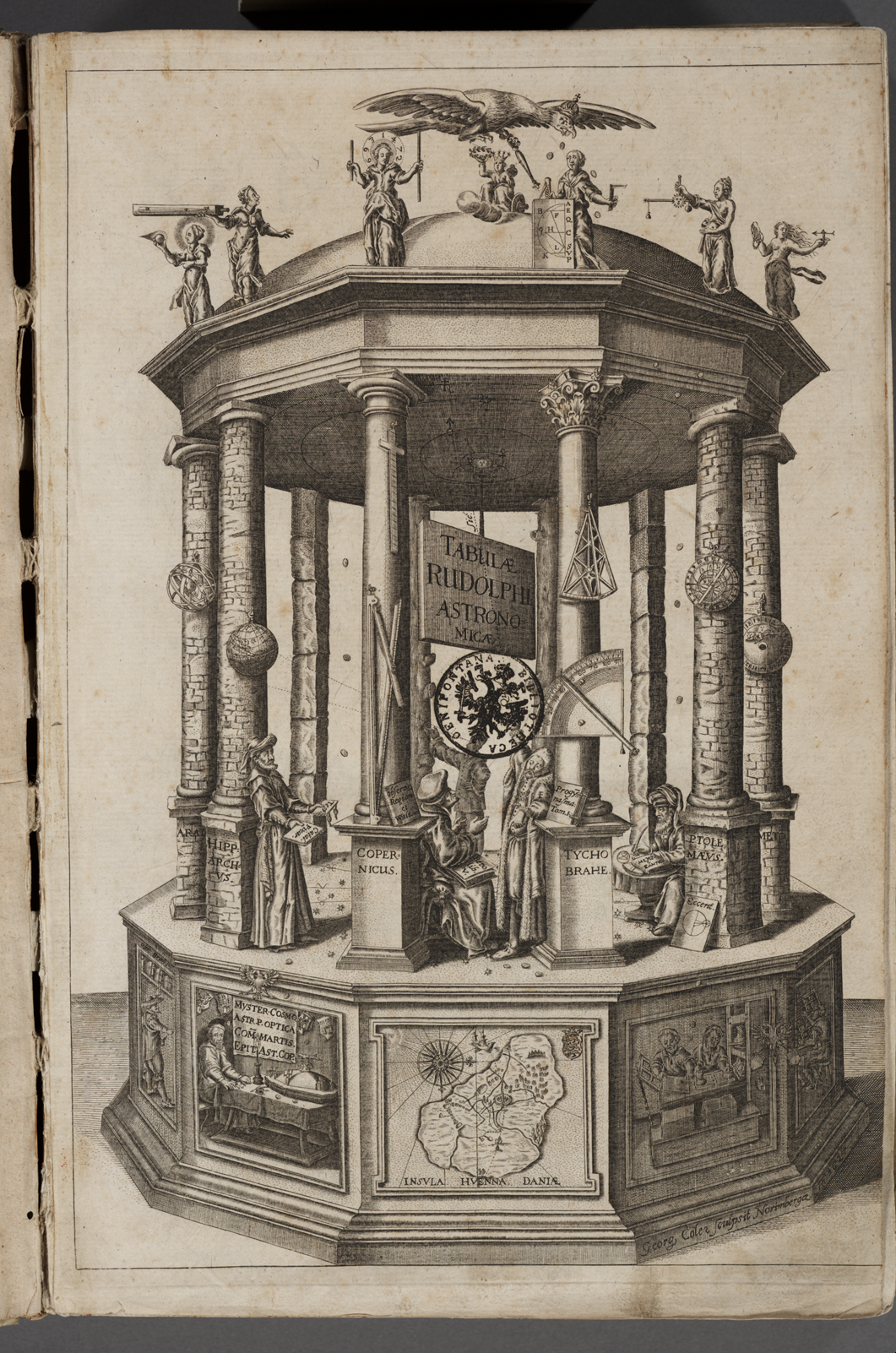
《루돌프 표》의 권두화. 케플러 자신 이전의 위대한 천문학자 히파르쿠스, 프톨레미, 튀코를 기념하는 내용이다.

마침내 1623년 케플러는 《루돌프 표》(전 후원자이던 루돌프 2세의 이름을 딴 것)를 완성했고 이 표는 당대에 그 자신의 주저로 여겨졌다. 이것은 브라헤의 관측 결과를 바탕으로 행성의 운동을 예측한 천문표였다. 그러나 황제의 출판 요구와 튀코 브라헤의 유족들과의 합의 때문에 1627년까지 인쇄되지 못했다. 또한 30년 전쟁의 근원이기도 했던 그동안의 종교적 긴장 상태는 다시 한번 케플러 가족들을 위험으로 몰아넣었다. 1625년, 가톨릭 개혁자들은 케플러의 장서들을 봉인해 버렸으며, 1626년에는 린츠 시가 공격당해 케플러는 그가 《루돌프 표》의 인쇄물을 자비로 편집하던 울름으로 옮겨갔다.
《루돌프 표》를 완성시켰으니, 이제 신교도인 자신은 쫓겨나겠다고 생각했던 케플러는 프라하 황궁의 많은 사람들이 자신을 환영해 주자 깜짝 놀랐다. 황제는 케플러를 정중하게 맞이했다. 케플러가 지난여름 황제의 칙령으로 자신이 이미 해직된 줄 알고 있었다고 하자 황제는 웃으면서 해직은커녕 25년간 연구에 힘쓴 대가로 4천 플로린을 하사했다. 물론 케플러는 프라하 황궁에서의 돈은 상징적 숫자에 불과하다는 것을 이제 알고 있었다. 지금껏 밀린 봉급만 1만 2천 플로린이었다. 전쟁통에 신성 로마 제국의 지급 명령서는 부도 수표나 다름 없었다. 더구나 페르디난트 황제는 케플러를 가톨릭으로 개종시키려고 했다. 케플러는 당시 출세가도를 달리던 알브레히트 폰 발렌슈타인 공작의 땅으로 가기로 했다.

### 발렌슈타인과의 인연

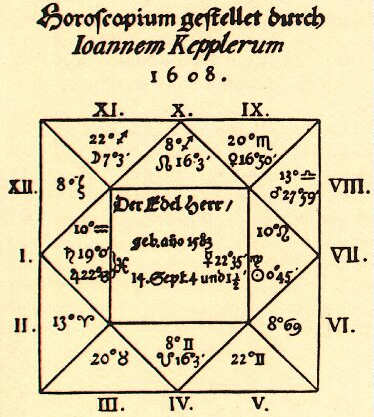
발렌슈타인 장군에게 헌정한 케플러의 천궁도.

전쟁 때문에 케플러는 후원자를 모두 잃었다. 비주류라는 이유로 루터교에서 쫓겨났던 케플러는 이번에는 루터교에 너무 가깝다는 이유로 가톨릭의 박해를 받았다. 1628년, 발렌슈타인 장군이 지휘하던 페르디난트 황제 군대가 승리하자, 가톨릭으로 개종하기 싫었던 케플러는 발렌슈타인의 땅으로 갔다. 발렌슈타인은 어떤 종파든 기독교이기만 하면 모두 용인했다. 케플러는 종교 문제에서 자기 안전을 도모해야 했고, 발렌슈타인은 석학인 케플러를 휘하에 두어 자신이 학문과 과학을 아끼는 교양 있는 사람이라는 것을 선전하려고 했다. 20년 전 프라하에서 별점을 봐 주었던 케플러를 다시 만난 발렌슈타인은 다시 한번 정확하게 점을 봐 달라고 요구했는데, 새로 본 별점에서 1634년에 ‘무시무시한 흉조’가 들어 있었다.
발렌슈타인은 케플러의 점성술 자문을 듣고자 했지만, 케플러는 권력자의 점성술 자문의 위험성을 인식하고 있었기 때문에 이 자리를 맡으려고 하지 않았고 발렌슈타인과 모종의 타협을 했다. 케플러는 행성의 위치 정보만 제공하고, 그 해석은 발렌슈타인의 개인 점성술사 기안바티스타 제노가 담당했다. 한편, 페르디난트 황제는 체불된 케플러의 봉급 1만 1817 플로린 문제를 발렌슈타인이 알아서 해결하라고 맡겨 버렸다.

### 죽음
말년에 케플러는 돈 독촉을 위한 여행에 시간을 대부분 쏟았다. 프라하에서부터 린츠, 울름, 사간(Sagan)으로 옮겨 다녔다. 이즈음 사간에서 반개혁 정책이 시작되어 케플러는 경제적인 문제에 정신적 충격까지 받아야 했다. 케플러는 고독감을 달래려고 스트라스부르의 친구 마티아스 베르게너와 서신으로 왕래했다. 이 과정에서 베르게너는 케플러의 딸 수산나의 결혼 중매인으로 나섰고 수산나는 1630년 3월 12일에 야콥 바르타쉬와 결혼했다. 바르타쉬는 《루돌프 표》을 기초로 천문력을 출간한 최초의 인물이었다. 또 그해 4월 초에는 매우 긴 주석을 단 《꿈》 개정판 출판 작업을 시작했다.
그런데 자금 사정이 또다시 악화되었다. 오스트리아 북부에서 투자하기로 한 3500 플로린이 1년이 지나도록 들어오지 않았다. 오스트리아에서는 케플러에게 린츠로 직접 찾아오라고 했다. 또한 발렌슈타인이 제국군 최고 사령관에서 해임되는 바람에 밀린 제국 수학자 봉급 1만 2천 플로린의 수령이 불투명해졌다.

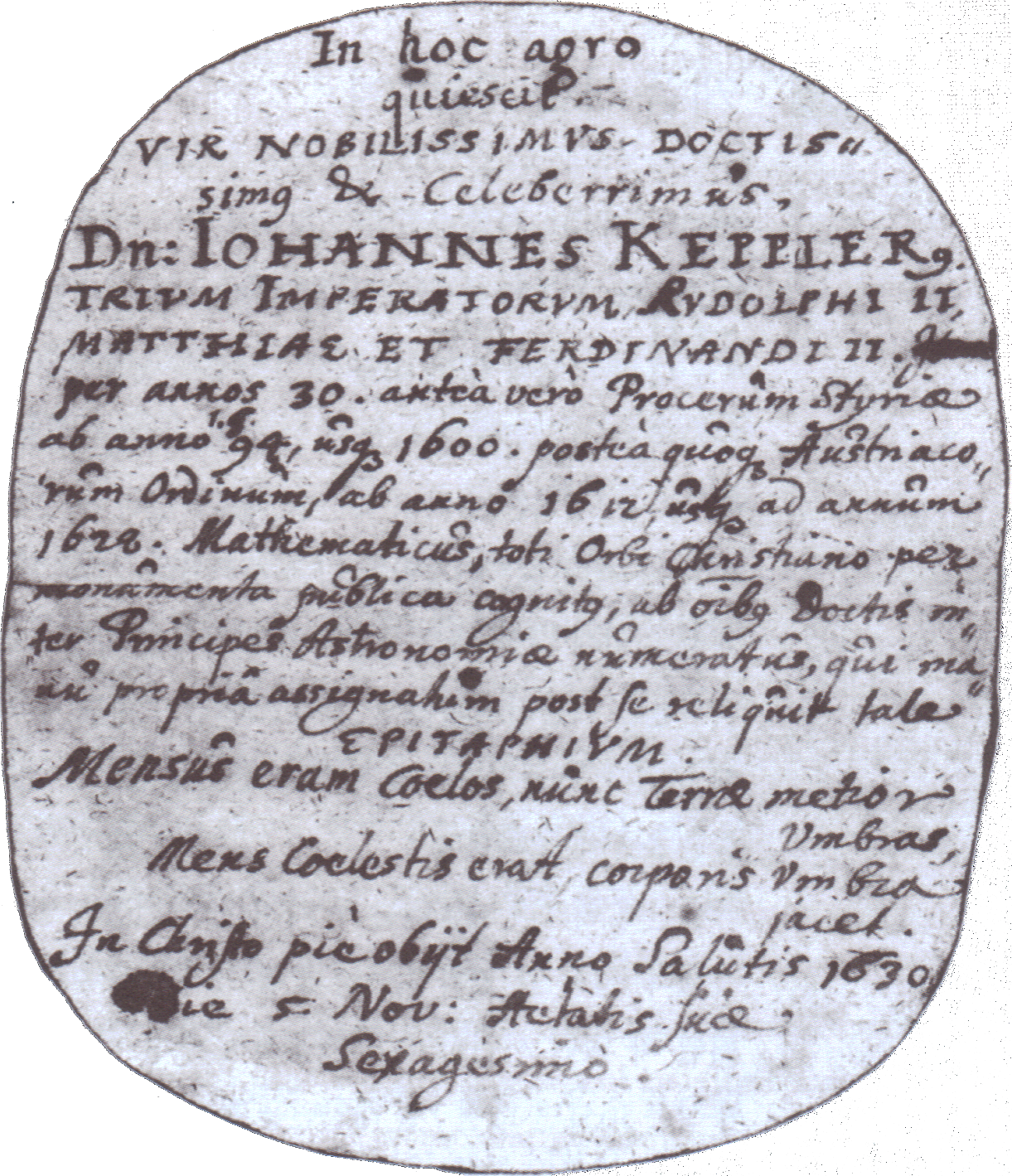
케플러의 한 친구가 남긴 케플러의 묘비석 스케치. 케플러의 무덤에 대한 남아있는 자료는 이게 전부다.

케플러는 1630년 10월 8일에 다시 여행을 떠났다. 린츠에 들러서 돈 독촉을 하고 라이프치히 도서전에 들러 재고 도서를 처리하고 레겐스부르크에서 열린 1630년 7선제후 회의에 직접 참석해 정치적 세태를 지켜보는 것이 여행의 목적이었다. 케플러는 린츠, 라이프치히, 뉘른베르크를 거쳐 11월 2일에 레겐스부르크에 도착하였지만 차가운 가을 바람을 맞으며 여행한 것이 화근이 되어 병이 들었다. 처음에는 가벼운 병인 줄 알았으나 고열이 덮치고 섬망 상태에 빠지는 등 상태가 악화되었다. 죽기 직전 케플러는 곁에 있던 목사에게 자신은 개신교와 가톨릭을 화해시키려고 최선을 다했다는 뜻을 밝혔다. 그러자 목사는 그것은 예수와 사탄을 화해시키려는 발상이라고 대꾸했다.
케플러는 1630년 11월 15일 사망하여 레겐스부르크 성벽 밖의 성 베드로 개신교 묘지에 묻혔고 그날 저녁 하늘에서 유성이 떨어졌다.(유성우가 내렸다고도 한다) 선제후 회의를 위해 모인 신성 로마 제국의 명망가들이 장례식에 참석했다. 케플러의 비문은 “어제는 하늘을 재더니, 오늘 나는 어둠을 재고 있다. 나는 뜻을 하늘로 뻗쳤지만 육신은 땅에 남는구나.”였다. 그러나 30년 전쟁 와중에 스웨덴의 구스타프 아돌프 왕 군대에게 묘지가 훼손되어 무덤마저 사라졌다.

## 케플러의 이론에 대한 평가
케플러의 법칙은 바로 인정받지는 못했다. 갈릴레오 갈릴레이나 르네 데카르트 같은 석학들마저 케플러의 《신천문학》을 깡그리 무시했으며 케플러의 스승 미하엘 매스틀린을 포함한 천문학자들은 케플러가 물리학을 천문학에 대입하려던 시도를 마땅찮게 여겼다.
여러 천문학자들은 케플러의 이론과 그 응용물을 천체 관측을 통해 검증했다. 금성과 수성이 정상적으로 관측될 수 없는 상황 하에 이 두 행성의 일면통과 두 번으로 이론의 민감한 점을 시험할 수 있었다. 1631년 11월 7일의 수성 일면통과의 경우에 케플러는 수성에 대한 변수가 극단적으로 불확실하기 때문에 일면통과 예정일보다 일찍 찾아보라고 관측자들에게 충고했다. 피에르 가상디는 예정된 날짜에 일면통과를 관측했으며 이것은 케플러의 예측을 확증했다. 이 관측은 최초의 수성 일면통과 관측이었다. 그러나 금성 일면통과 관측 시도는 거의 한 달 뒤였고 《루돌프 표》의 부정확성에 기인하여 실패했다. 가상디는 당시 금성 일면통과가 파리를 포함한 유럽 대부분에서 볼 수 없었다는 것을 알지 못했다. 1639년 금성 일면통과를 관측한 제러마이아 호록스는 케플러의 모형의 변수를 조절하기 위해 자기의 관측 결과를 사용했으며, 일면통과 관측을 위한 기계장치를 만들었다. 그는 케플러의 학설을 옹호하는 단체를 남겼다.
한편 케플러는 다른 16~17세기의 천문학자들처럼 근대에 비해 고대의 천문학이 조잡하다는 것을 강조했는데 스티븐 샤핀은 이것이 고대의 진리가 수 세기 동안 모방자와 주석자를 거치며 손상되었다고 생각한 인문주의의 영향이라고 말한다. 샤핀에 의하면 케플러의 이런 사상은 《루돌프 표》의 권두화로 사용된 유명한 판화 작품에서도 잘 드러난다. 판화에서 천문학의 여신 신전 뒤쪽에는 투박하고 구조적인 양식의 기둥이 고대 천문학의 조잡함을 드러내고 있고 신전의 앞에 있는 코페르니쿠스와 튀코는 이오니아식·코린트식의 우아한 기둥 옆에 서 있다. 케플러는 인문주의자면서도 열성적인 플라톤주의자였는데 그의 최초의 학설인 ‘코스모스의 신비’론에서 이런 점을 충분히 확인할 수 있다.
케플러의 대표적 저서 중 하나인 《코페르니쿠스 천문학 개요》는 유럽 곳곳의 천문학자들이 읽었고 이것이 케플러가 죽은 뒤 그의 아이디어들이 퍼지는 데 가장 큰 역할을 했다. 1630년과 1650년 사이에 이 책은 천문학 교본에 가장 널리 사용되었으며, 천문학의 기반을 타원궤도로 전환시켰다. 과학사가 제임스 R. 뵐켈은 케플러의 업적이 갈릴레오의 업적보다 천문학적으로 더욱 중요하다고 평가했다. 케플러는 행성운동법칙 제3법칙을 연구할 당시 지구에 적용되는 측정 가능한 물리 법칙, 즉 정량적으로 기술할 수 있는 법칙들이 천체들에도 똑같이 적용된다는 점을 간파했고 이로써 인류사 최초로 천체 운동에서 신비주의가 배제되었다.
또한 케플러는 권력자와 권위자만이 지식을 안전하게 맡을 수 있다고 생각한 튀코와는 대조적으로 대학교에서 천문학을 강의했고 천문학 서적을 출판했으며 SF 소설을 쓰는 등 과학의 대중화에도 힘썼다. 케플러는 《꿈》에서 지구의 자전을 느낄 수 없기 때문에 지동설을 부정하는 대중에게 지구 자전은 “가능한 일이고 멋있으며 이해할 수 있는 것”임을 알리려고 애썼다. 물론 케플러는 세이건, 도킨스, 굴드 등 현대의 과학저술가들만큼 과학 대중화에 큰 성공을 거두지는 못했다. 하지만 세이건은 튀코에서 케플러에 이르는 한 세대 사이에 과학자들이 대중을 대하는 태도가 변화한 것은 시사하는 바가 적지 않다고 평가했다.
케플러는 미래에 대한 통찰력도 발휘했는데 그는 미래의 하늘에 “천상의 바람을 잘 탈 수 있는 돛단배”들이 날아다니고 우주 공간이 “우주의 광막함을 두려워하지 않는 탐험가들”로 그득할 것이며 “용기 있는 인간은 무한한 공간으로 진출할 것이다.”라고 했다. 막스 크루제는 이 말을 우주 여행에 대한 통찰로 해석했다.

## 역사적·문화적 영향

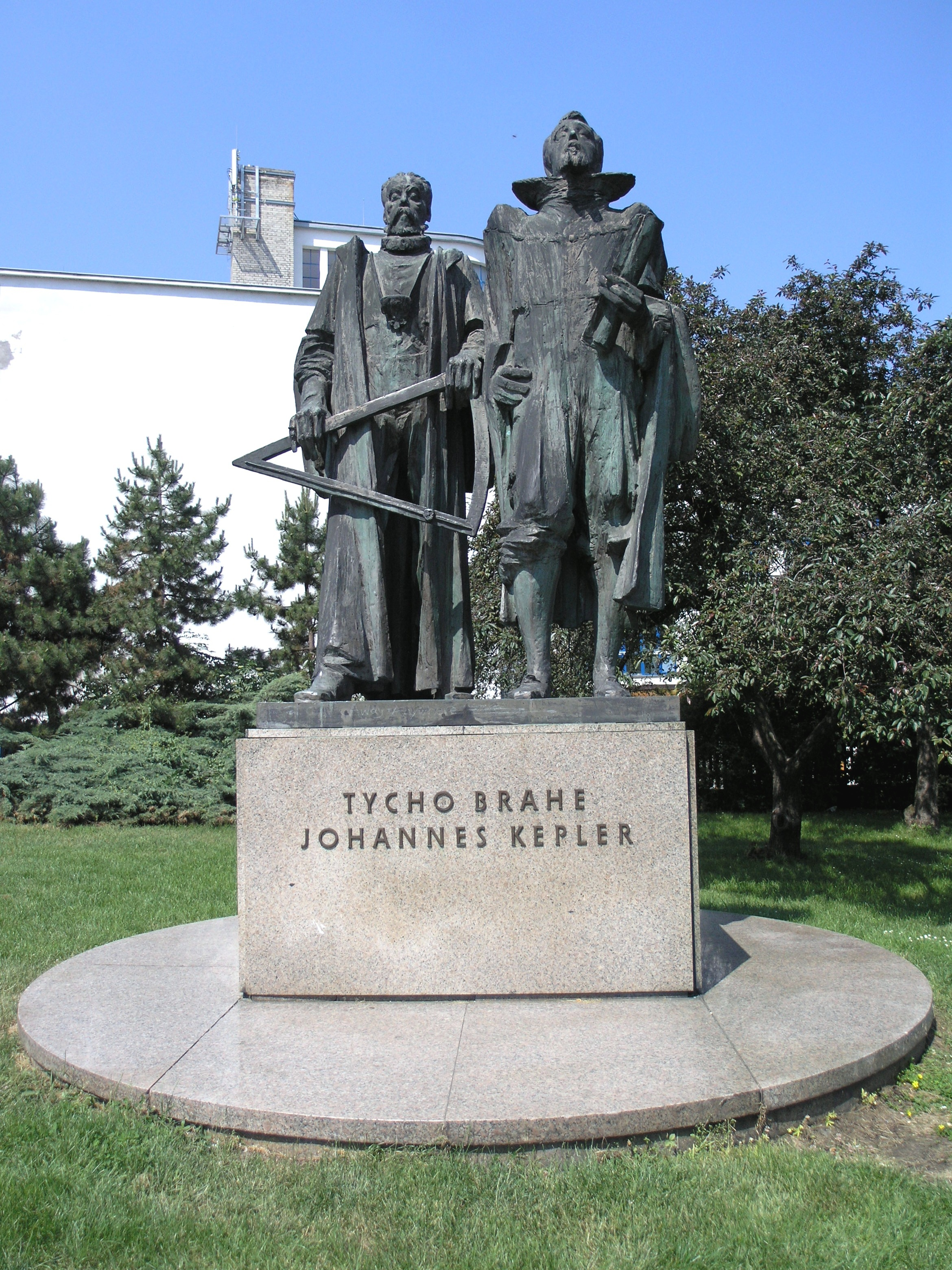
프라하에 있는 케플러와 튀코의 기념비.

케플러는 천문학과 자연철학의 발전에 중요한 기여를 했을 뿐만 아니라 과학철학과 과학의 사학사에서 매우 중대한 인물이다. 케플러와 그의 운동 법칙은 장 몽투클라의 《수학의 역사》(1758년)와 장밥티스트조지프 들랑브르의 《근대 천문학의 역사》(1821년) 같은 초기 천문학 사학의 중심에 있었다. 이런 계몽주의 사고방식으로 쓰인 사서들은 무신론·불신자들과 케플러 사이에 펼쳐진 철학적, 종교적 논쟁을 다루었지만 이후의 낭만적 자연철학자들은 이러한 요소들을 케플러의 성공에 중심을 두고 생각했다. 윌리엄 휴얼은 자기 저서 《귀납적 과학의 역사》(History of the Inductive Sciences, 1837년)에서 케플러를 귀납적인 과학 천재의 전형으로 평가했다. 휴얼은 이후 《귀납적 과학의 철학》(Philosophy of the Inductive Sciences, 1840년)에서는 가장 진보된 형태의 과학적 방법을 구현한 화신으로 케플러를 치켜세웠다. 이와 비슷한 경우로 케플러의 원고들(예카테리나 대제가 구입했다)을 최초로 광범위하게 연구한 에른스트 프리드리히 아펠트는 케플러를 '과학 혁명의 열쇠'라고 강하게 주장했으며 케플러의 수학 연구와 그의 심미적 감수성, 통합된 사고 시스템의 일부로서의 신학과 물리학적 아이디어를 보고 케플러의 인생과 연구를 최초로 확장해 분석하였다.

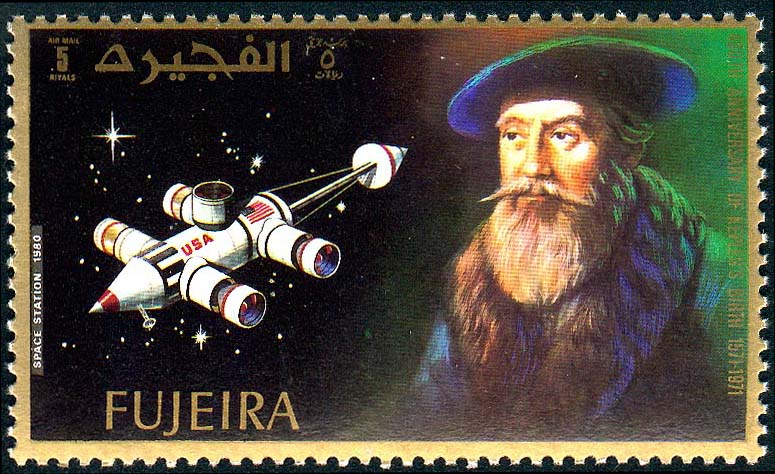
아랍에미리트의 항공우편 우표. 케플러가 그려져 있다.

현대로 접어든 19세기 후기부터 20세기 초에 걸쳐 케플러 저작들이 번역되어 대중에게 보급되었다. 케플러 전집의 조직적인 출판은 1937년에 시작되어 최근에 이르러 거의 완성 단계에 이르렀으며 막스 카스파의 케플러 일대기는 1948년에 출판되었다. 한편, 알렉상드르 쿠아레의 케플러를 다룬 저작은 아펠트의 뒤에, 케플러의 우주론과 그 영향에 대한 역사적 해석의 주요한 이정표가 되었다. 1930년대와 1940년대에 쿠아레를 비롯하여 많은 과학사 분야의 제1세대 전문가들은 〈과학 혁명〉이라는 개념을 과학사의 중심 사건으로, 케플러는 그 혁명의 중심 인물로 묘사하였다.
과학 혁명에서 케플러의 위치에 대한 논쟁으로, 철학적이고 대중적인 평가는 매우 다양해졌다. 가장 영향력 있는 관련 서적 중 하나인 아서 쾨슬러의 《몽유병자들》(The Sleepwalkers, 1959년)에서 케플러는 의심할 나위 없는 과학 혁명의 영웅(지성적인 면 뿐만 아니라 도덕적, 신학적으로도)으로 그려진다. 찰스 샌더스 퍼스, 노우드 러셀 핸슨, 스티븐 툴민, 칼 포퍼 같은 영향력 있는 과학철학자는 재삼재사 케플러를 연구한다. 통약불가능성, 유추적 추론, 반증 가능성, 그 외 많은 철학적 개념을 케플러의 연구에서 발견할 수 있다. 물리학자 볼프강 파울리는 분석심리학과 과학 수사의 관계를 조사하는 데에 케플러와 로버트 플러드 사이에 있던 선취권 분쟁을 이용했다. 존 반빌의 가공의 역사 소설 《케플러》(Kepler, 1981년)는 쾨슬러의 논픽션 내러티브의 자세한 기술과 과학철학의 테마를 다수 답사했는데 이것보다 더욱 가공적인 것은 최근에 쓰인 논픽션 《하늘의 음모》(Heavenly Intrigue, 2004년)로 케플러가 튀코의 데이터를 얻기 위해 튀코를 살해했다고 주장하고 있다.
한편 오스트리아에서 많은 역사적 유산을 남긴 케플러는 가장 유명한 은제 기념주화 중 하나인 10유로 요하네스 케플러 은화의 모티브가 되었으며 이 기념주화는 2002년 9월 10일에 주조되었다. 케플러는 한스 울리히 폰 에겐베르크와 개인적으로 친분이 있었고 에겐베르크 성의 축조와 관계가 있었을 것으로 여겨지는데 은화 앞면에는 이 에겐베르크 성이 있고 은화의 뒷면에는 케플러의 초상화가 있다. 뒷면의 케플러 초상화 앞에는 《우주구조의 신비》에 나오는 구와 다면체가 겹쳐진 모형이 있다.

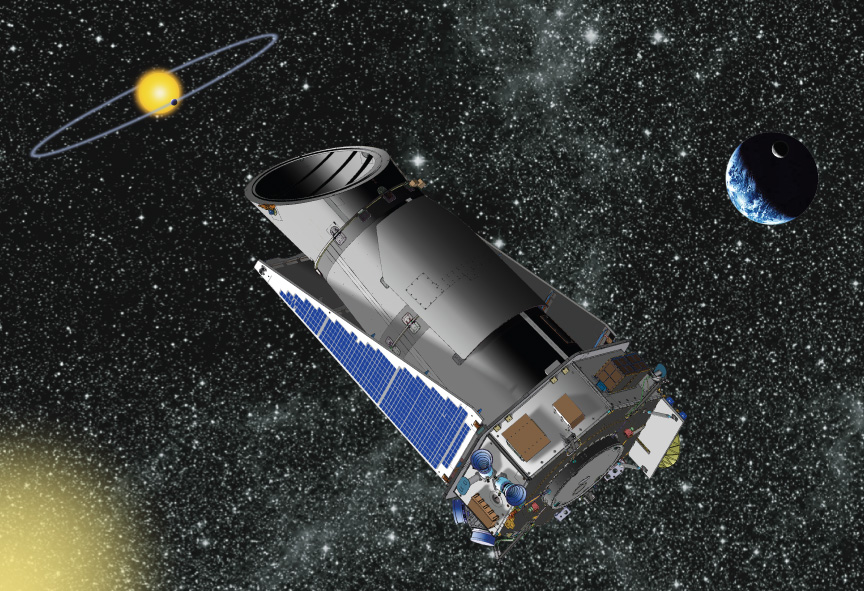
케플러 우주 망원경.

2009년, 미국 항공우주국은 케플러의 천문학에 대한 기여를 기리기 위해 우주 망원경에 케플러의 이름을 붙였다. 이것이 케플러 계획이다.
뉴질랜드의 피오르랜드 국립 공원에는 케플러의 이름이 붙은 산맥이 있는데 케플러 산맥이라고 불리며 산맥을 관통하는 산책로 이름 역시 케플러 트랙이다.
이렇듯 이제 케플러는 과학의 현대화와 그 이전의 인물들의 아이콘이자 대중적인 이미지로 자리잡았다. 과학의 대중화에 힘쓴 저명한 천문학자 칼 세이건은 케플러를 “마음에 드는 환상보다 냉혹한 현실의 진리를 선택한 최초의 천체물리학자이자 최후의 과학적 점성술사”라고 평가했다.

## 저작

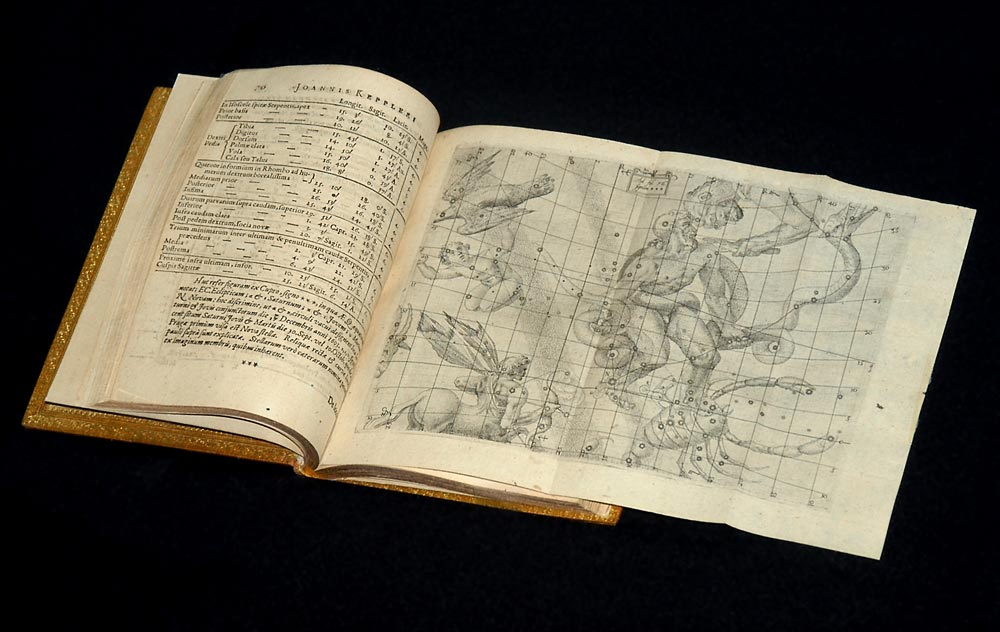
《뱀주인자리의 발 부분에 있는 신성》.

- 우주구조의 신비 (Mysterium cosmographicum , 1596년)
- 비텔로를 보완한 천문학의 광학적 측면에 대한 해설 (Ad Vitellionem Paralipomena, Quibus Astronomiae Pars Optica Traditur, 1604년)
- 뱀주인자리의 발 부분에 있는 신성 (De Stella nova in pede Serpentarii, 1604년)
- 신천문학 (Astronomia nova, 1609년)
- 제3자의 개입 (Tertius Interveniens, 1610년)
- 별의 메신저와의 대화 (Dissertatio cum Nuncio Sidereo, 1610년)
- 굴절광학 (Dioptrice, 1611년)
- 육각형 눈송이에 관하여 (De nive sexangula, 1611년)
- 진실한 1년에 대해, 영원한 신의 아들의 성모 마리아의 자궁에서 나온 인간으로서의 성격 (De vero Anno, quo aeternus Dei Filius humanam naturam in Utero benedictae Virginis Mariae assumpsit, 1613년)
- 전원시의 역사 (Eclogae Chronicae, 1615년)
- 포도주통의 신계량법 (Nova stereometria doliorum vinariorum, 1615년)
- 코페르니쿠스 천문학 개요 (Epitome astronomiae Copernicanae, 1618년~1621년) Epitome astronomiae copernicanae, 1618

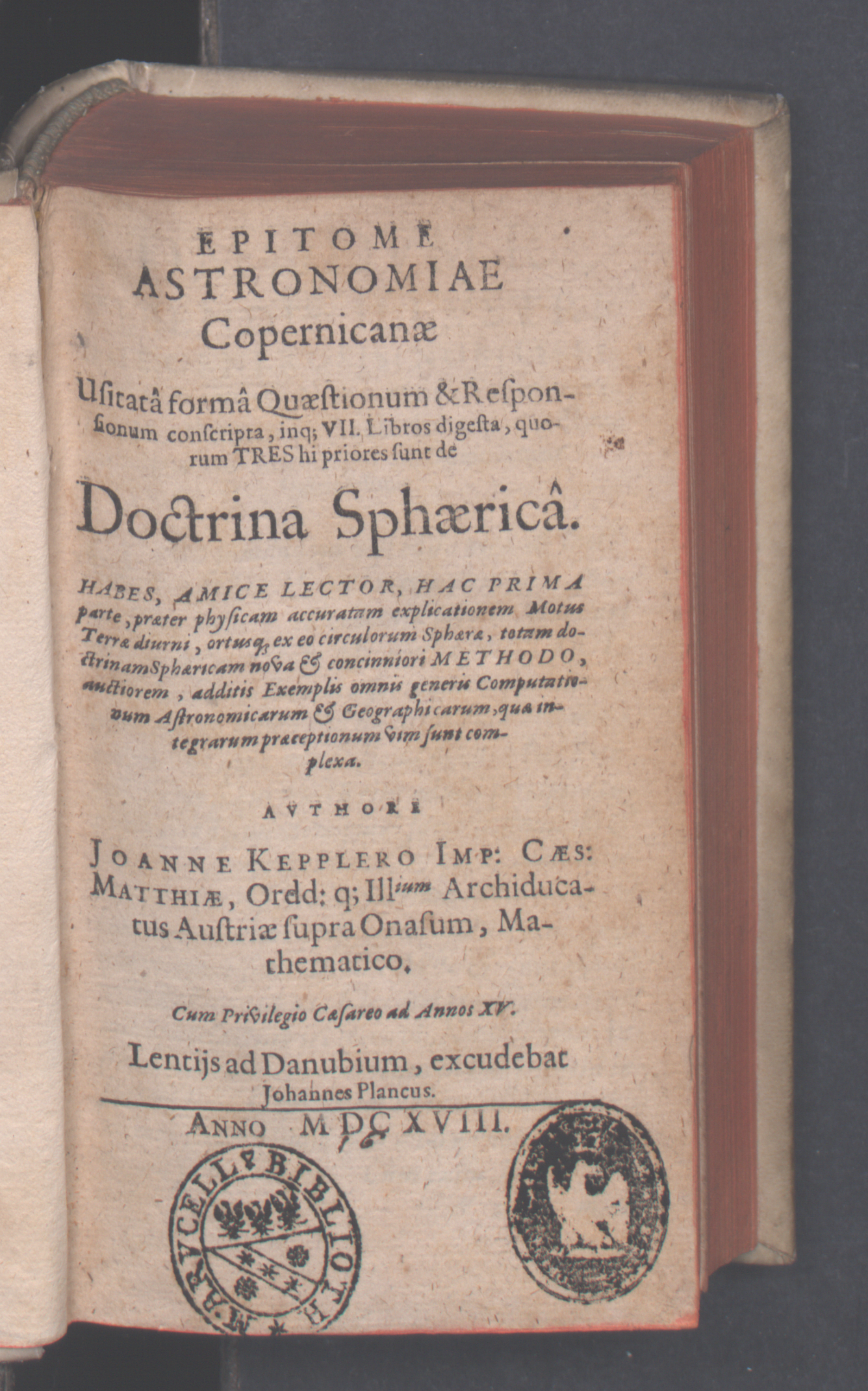
Epitome astronomiae copernicanae, 1618

- 세계의 조화 (Harmonice Mundi, 1619년)
- 우주구조의 신비 제2판 (Mysterium cosmographicum, 1621년)
- 루돌프 표 (Tabulae Rudolphinae, 1627년)
- 꿈 (Somnium, 1634년)

## 같이 보기
- 태양중심설
- 천문학의 역사
- 물리학의 역사
- 케플러의 추측
- 케플러-푸앵소 입체
- 케플러의 행성운동법칙
- 케플러 삼각형
- 케플러의 문제
- 과학 혁명

### 케플러의 이름이 붙여진 것들

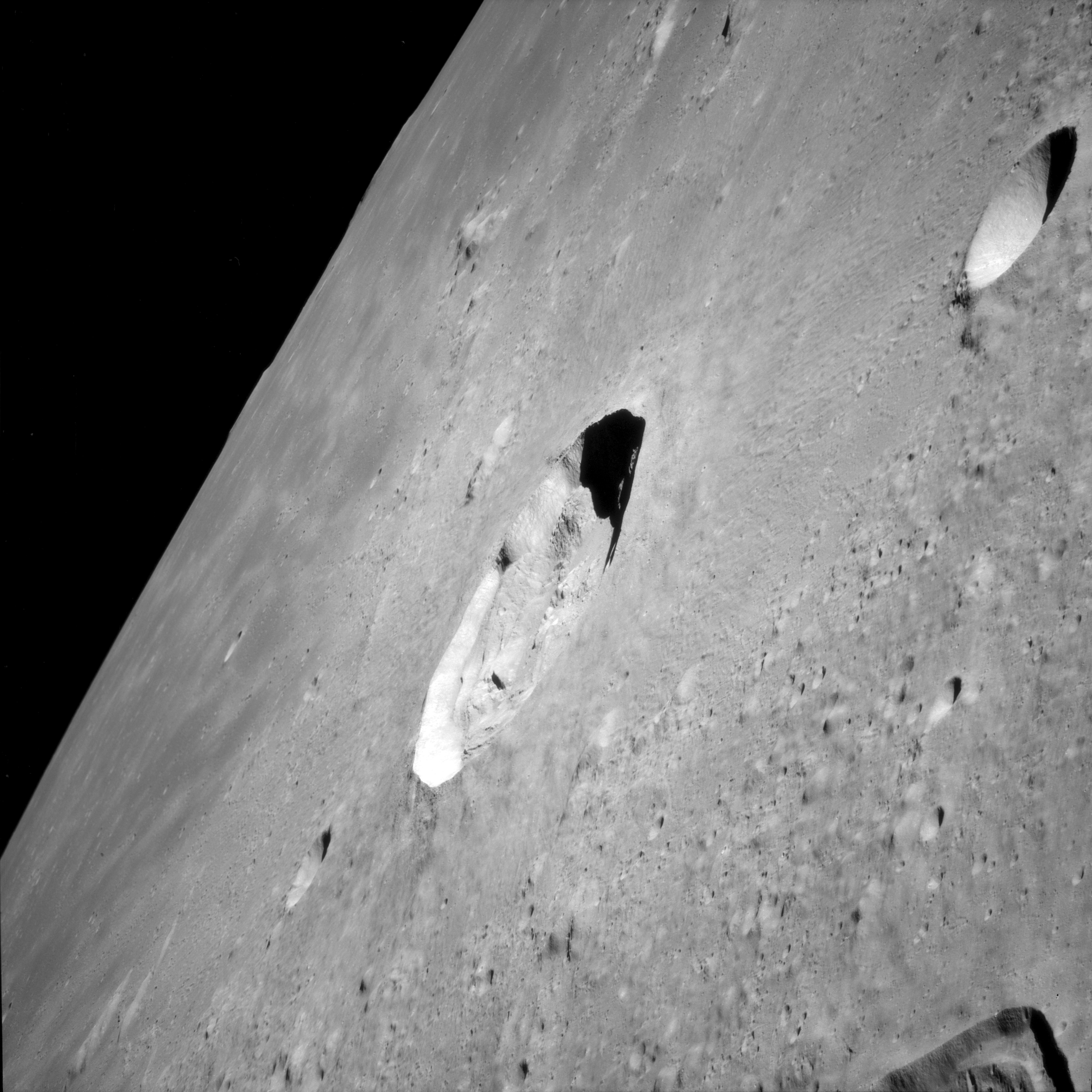
월면 크레이터 '케플러'

- 케플러 입방체: 기하학적 모양들의 한 집합. 이 중 2개는 케플러가 만들어냄.
- 케플러 초신성: 1604년 초신성. 케플러가 발견하고 묘사.
- 케플러: 달 표면의 크레이터
- 케플러: 화성 표면의 크레이터
- 1134 케플러: 소행성
- 린츠 요하네스 케플러 대학교: 린츠 사회경제대학에서 1975년 개명.
- 케플러 대학교: 워싱턴 시애틀 소재.
- 마인 강 옆에 있는 프랑크푸르트 근처 하나우에 있는 케플러 거리
- 독일 뮌헨 시내에 있는 케플러 거리
- 오스트리아 그라츠에 있는 케플러 거리와 케플러 다리
- 케플러 발사기지
- 케플러 광장, 빈 지하철(Wiener U-Bahn)의 고속 지하철 U1 라인에 있는 곳
- 요하네스 케플러 문법 학교 , 체코 프라하, 프라하에서 케플러가 살았던 곳 근처에 있다.
- 케플러 계획: 외계 행성을 찾는 NASA 계획.

### 대중문화 속 케플러
- 케플러는 파울 힌데미트의 오페라 《세계의 조화》(Die Harmonie der Welt)의 중심 인물이다.
- 알베르트 귀노바르트는 《세계의 조화》에 바탕한 현악 4중주곡 《케플러》(Kepler)를 작곡했다.
- 케플러는 레오 페루츠의 역사소설 《밤의 돌다리 아래서》(Nachts unter der steinernen Brücke)에도 등장한다.
- 존 반빌의 1981년 소설 《소설 케플러》
- 프랑크 보겔 감독의 1974년 도이칠란트 영화 《요하네스 케플러》(Johannes Kepler).
- 케플러와 루돌프 2세에 관한 1989년 영화 《První sekunda》.
- 라이언 주넬 감독의 2004년 40분짜리 단편 영화《Unseen forces》.
- 칼 세이건의 다큐멘터리 《코스모스》 제 3부에서 케플러의 업적과 삶을 다루었다.

## 참고 문헌
- 칼 세이건(Sagan, Carl): 《코스모스》(COSMOS), 제3장 〈지상과 천상의 하모니〉, 역자 홍승수, 사이언스북스, 한국어판, 2004년 12월 20일, ISBN 978-89-8371-154-0
- 막스 크루제(Kruse, Max): 《슈테판의 시간여행》(Im weiten Land der Zeit) 제3권, 다섯째 날 〈새로운 시대의 도래〉, 역자 이희재, 끌리오, 한국어판, 1998년 7월, ISBN 89-88295-03-X
- 존 그리빈(Gribbin, John): 《과학 (사람이 알아야 할 모든 것)》( Science, a history, 1543-2001), 제1장 〈암흑의 시대를 벗어나서〉, 역자 강윤재 외, 들녘, 한국어판, 2004년 11월 20일, ISBN 89-7527-452-7
- 제임스 뵐켈(Voelkel, James R.): 《행성운동과 케플러》(Johannes Kepler and the New Astronomy), OXFORD 위대한 과학자 시리즈 19권, 역자 박영준, 바다출판사, 한국어판, 2006년 10월 31일, ISBN 89-5561-327-X
- 제임스 뵐켈: 《케플러의 신천문학의 구성》(The Composition of Kepler's Astronomia nova), 프린스턴 대학교 출판부, 2001년. ISBN 0-691-00738-1 구글 책 미리보기
- 키티 퍼거슨(Ferguson, Kitty): 《티코와 케플러》(Tycho and Kepler: The Unlikely Partnership That Forever Changed Our Understanding of the Heavens). 역자 이풍, 오상, 한국어판, 2004년 5월 31일, ISBN 89-7953-110-9
- 한네 안데르센(Andersen, Hanne); 피터 베커(Peter Barker); 시앙 첸(Xiang Chen): 《과학 혁명의 인지 구조》(The Cognitive Structure of Scientific Revolutions), 제 6장 〈코페르니쿠스 혁명〉("The Copernican Revolution.") 뉴욕: 케임브리지 대학교 출판부, 2006 ISBN 0-521-85575-6
- Armitage, Angus: John Kepler, Faber, 1966년
- 존 밴빌(Banville, John): 《케플러》(Kepler), Martin, Secker and Warburg, London, 1981년 (소설화된 전기).
- 베커(Barker), 피터(Peter), 버나드 R. 골드스타인(Bernard R. Goldstein): 〈케플러 천문학의 신학적 기초〉("Theological Foundations of Kepler's Astronomy"). 《오시리스》(Osiris), 16권: Science in Theistic Contexts. University of Chicago Press, 2001, pp 88–113.
- 막스 카스파(Caspar, Max): 《케플러》(Kepler); transl. and ed. by C. Doris Hellman; with a new introduction and references by Owen Gingerich; bibliographic citations by Owen Gingerich and Alain Segonds. New York: Dover, 1993 ISBN 0-486-67605-6, 구글 책 미리보기
- 제임스 코너(Connor, James A.): 《케플러의 마녀》(Kepler's Witch: An Astronomer's Discovery of Cosmic Order Amid Religious War, Political Intrigue, and the Heresy Trial of His Mother). HarperSanFrancisco, 2004 ISBN 0-06-052255-0
- De Gandt, Francois: Force and Geometry in Newton's Principia, Translated by Curtis Wilson, Princeton University Press 1995 ISBN 0-691-03367-6.
- J. L. E. 드라이어(Dreyer, J. L. E.): A History of Astronomy from Thales to Kepler. Dover Publications Inc, 1967 ISBN 0486600793
- Ferguson, Kitty: The nobleman and his housedog: Tycho Brahe and Johannes Kepler: the strange partnership that revolutionized science. London: Review, 2002 ISBN 0-7472-7022-8 (published in the US as: Tycho & Kepler: the unlikely partnership that forever changed our understanding of the heavens. New York: Walker, 2002 ISBN 0-8027-1390-4)
- J. V. 필드(Field, J. V.): 《케플러의 기하학적 우주론》(Kepler's geometrical cosmology). Chicago: Chicago University Press, 1988 ISBN 0-226-24823-2
- Gilder, Joshua and Anne-Lee Gilder: Heavenly Intrigue: Johannes Kepler, Tycho Brahe, and the Murder Behind One of History's Greatest Scientific Discoveries, Doubleday (May 18, 2004), ISBN 0-385-50844-1 ISBN 978-0-385-50844-5Reviews
- 오언 깅거리치(Gingerich, Owen): The Eye of Heaven: Ptolemy, Copernicus, Kepler. New York: American Institute of Physics, 1993 ISBN 0-88318-863-5 (Masters of modern physics; v. 7)
- 오언 깅거리치: 《과학인명사전》(Dictionary of Scientific Biography) 제7권 중 〈케플러, 요하네스〉("Kepler, Johannes"). Charles Coulston Gillispie, editor. New York: Charles Scribner's Sons, 1973년
- 닉 자딘(Jardine, Nick): 〈쿠아레의 케플러/케플러의 쿠아레〉("Koyré’s Kepler/Kepler's Koyré"), 《과학의 역사》(History of Science), 38권 (2000년), 363쪽~376쪽
- Kepler, Johannes: Johannes Kepler New Astronomy trans. W. Donahue, forward by O. Gingerich, Cambridge University Press 1993 ISBN 0-521-30131-9
- Kepler, Johannes and Christian Frisch: Joannis Kepleri Astronomi Opera Omnia (John Kepler, Astronomer; Complete Works), 8 vols.(1858–1871). vol. 1, 1858, vol. 2, 1859, vol. 3,1860, vol. 6, 1866, vol. 7, 1868, Francofurti a.M. et Erlangae, Heyder & Zimmer, - Google Books
- Kepler, Johannes, et al.: Great Books of the Western World. Volume 16: Ptolemy, Copernicus, Kepler , Chicago: Encyclopædia Britannica, Inc., 1952. (Contains English translations by of Kepler's Epitome, Books IV & V and Harmonices Book 5.)
- 아서 쾨슬러(Koestler, Arthur): 《몽유병자들》(The Sleepwalkers): A History of Man's Changing Vision of the Universe. (1959년). ISBN 0-14-019246-8
- 알렉상드르 쿠아레(Koyré, Alexandre): Galilean Studies Harvester Press 1977 ISBN 0855273542
- 알렉상드르 쿠아레: 《천문학 혁명: 코페르니쿠스-케플러-보렐리》(The Astronomical Revolution: Copernicus-Kepler-Borelli) 뉴욕주 이타카: 코넬 대학교 출판부, 1973년 ISBN 0-416-76980-2; 파리: Hermann, 1973년 ISBN 2-7056-5648-0
- 토머스 새뮤얼 쿤(Kuhn, Thomas S.): 《코페르니쿠스 혁명: 서양 사상 발전에 있어 행성천문학의 역할》(The Copernican Revolution: Planetary Astronomy in the Development of Western Thought). 메사추세스 주 케임브리지: 하버드 대학교 출판부, 1957년. ISBN 0-674-17103-9
- 데이비드 C. 린드버그(Lindberg, David C.): 〈케플러의 광학 이론의 기원: 플로티노스로 인한 케플러의 광 형이상학〉("The Genesis of Kepler's Theory of Light: Light Metaphysics from Plotinus to Kepler.") 《오시리스》(Osiris), N.S. 2. 시카고 대학교 출판부, 1986년 5~42쪽
- 존 리어(Lear, John): 《케플러의 꿈》(Kepler's Dream). 버클리: 캘리포니아 대학교 출판부, 1965년.
- 존 노스(North, John): The Fontana History of Astronomy and Cosmology, Fontana Press, 1994. ISBN 0-00-686177-6
- 안토니 파넌쿡(Pannekoek, Anton): 《천문학사》(A History of Astronomy), 주식회사 도버 출판사 1989년. ISBN 0-486-65994-1
- 볼프강 파울리(Pauli, Wolfgang): 《볼프강 파울리의 물리 및 철학 글쓰기》(Wolfgang Pauli - Writings on physics and philosophy), 로버트 슬라프(Robert Schlapp) 역 and edited by P. Enz and Karl von Meyenn (Springer Verlag, Berlin, 1994). See section 21, The influence of archetypical ideas on the scientific theories of Kepler, concerning Johannes Kepler and Robert Fludd (1574–1637). ISBN 3-540-56859-X, ISBN 978-3-540-56859-9.
- Schneer, Cecil: "Kepler's New Year's Gift of a Snowflake." Isis, Volume 51, No. 4. University of Chicago Press, 1960, pp 531–545.
- 스티븐 샤핀(Shapin, Steven): 《과학 혁명》(The Scientific Revolution). Chicago: University of Chicago Press, 1996. ISBN 0-226-75020-5 한국어판 ISBN 89-8401-059-6
- 조지 G. 슈피로(Szpiro, George): 《케플러의 추측》(Kepler's Conjecture). 한국어판 ISBN 89-8401-089-8
- 브루스 스티븐슨(Stephenson, Bruce): 《케플러의 물리학적 천문학》(Kepler's physical astronomy). New York: Springer, 1987 ISBN 0-387-96541-6 (Studies in the history of mathematics and physical sciences; 13); reprinted Princeton:Princeton Univ. Pr., 1994 ISBN 0-691-03652-7. 구글 책 미리보기
- 브루스 스티븐슨: 《천상의 음악: 케플러의 조화천문학》(The Music of the Heavens: Kepler's Harmonic Astronomy), 프린스턴 대학교 출판부, 1994년. ISBN 0-691-03439-7
- 스티븐 툴민(Toulmin, Stephen)과 준 굿필드(June Goodfield): 《하늘의 기본 구조: 천문학과 동역학의 발전》(The Fabric of the Heavens: The Development of Astronomy and Dynamics). Pelican, 1963년.
- 리처드 S. 웨스트폴(Westfall, Richard S.): 《근대 과학의 형성: 메커니즘과 메커닉스》(The Construction of Modern Science: Mechanism and Mechanics). John Wiley and Sons, 1971년. ISBN 0-471-93531-X; 케임브리지 대학교 출판부 재판, 1978년. ISBN 0-521-29295-6
- 리처드 S. 웨스트폴: 《쉼없이: 아이작 뉴턴 전기》(Never at Rest: A Biography of Isaac Newton). 케임브리지 대학교 출판부, 1981년. ISBN 0-521-23143-4
- A. 울프(Wolf, A.): 《16세기와 17세기의 과학, 기술 및 철학의 역사》(A History of Science, Technology and Philosophy in the 16th and 17th centuries). George Allen & Unwin, 1950년.